# Liste des scuole de Venise
Les écoles vénitiennes (scuole, en vén: schole) peuvent être divisées en quatre sections :
grande, picole, nazionali et de devozion.
Cet article recense les principales scuole de Venise, par sestiere.

## Cannaregio
| Nom de la scuola                                       | Traduction                                  | Art                                          | N.A.      | ruelle                            |
| ------------------------------------------------------ | ------------------------------------------- | -------------------------------------------- | --------- | --------------------------------- |
| Scuola dei Dodici Apostoli sede piccola                | scuola des douze apôtres                    |                                              | 4544      | campiello drio la chiesa          |
| Scuola dei Dodici Apostoli sede grande                 | scuola des douze apôtres                    |                                              | 4542      | calle Vincenzo Manzini            |
| Scuola di San Luca dei Dipintori                       | scuola de Saint-Luc                         | Pittori (peintres)                           | 4186-4190 | strada Nova                       |
| Scuola di San Marco dei Veluderi                       | scuola de Saint-Marc                        | Veluderi (vendeurs de velours)               |           |                                   |
| Scuola della Purificazione di Maria Vergine            | scuola de la Purification                   | boteri/botiglieri (tonneaux et bouteilles)   | (détruit) | campo dei Gesuiti                 |
| scuola de Santa Maria Madalena                         | scuola de S.M. Madeleine                    | fenestreri (vitriers)                        |           | corte de la Scuola                |
| scuola dei Santi Barbara e Omobono                     | scuola des saints Barbara et Hommebon       | sartori (tailleurs)                          |           | campo dei Gesuiti                 |
| Scuola dei Santi Cosma e Damiano                       | scuola des saints Côme et Damien            | barbieri (barbiers)                          | (détruit) | campo S.M. dei Servi              |
| Scuola di Sant'Onofrio                                 | scuola de Saint-Onofrio                     | tintori (teinturiers)                        | (détruit) | campo S.M. dei Servi              |
| Scuola dei Lucchesi                                    | scuola des citoyens de Lucca                |                                              |           | rio terà Santa Madalena           |
| Scuola de la Natività                                  | scuola de la Nativité                       | passamaneri (passementeries d'or et de soie) |           | campo dei Gesuiti                 |
| Scuola de Santo Stefano Protomartire                   | scuola de Saint-Étienne martyr              | specieri de vero da Muran (miroir de Murano) | (détruit) | salizada dei Specchieri           |
| Scuola della Visitazione                               | scuola de la visitation                     | varoteri (peaux et cuirs)                    | (détruit) | salizada dei Specchieri           |
| Scuola dell'Immacolata Concezione                      | scuola de l'Immaculée Conception            |                                              |           | campo dei Gesuiti                 |
| Scuola di Santa Maria e di San Cristoforo dei Mercanti | scuola des Saints Marie et Christophe       | Mercanti (marchands)                         | 3519-3520 | fondamenta de la Madona de l'Orto |
| Scuola dei Re Magi                                     | scuola des Rois Mages                       | forneri (fours à pains)                      | 3378-3379 | calle dei mori                    |
| Scuola dei Morti                                       | scuola des morts                            |                                              | 252B      | campiello Flangini                |
| Scuola di Sant'Elena                                   | scuola de Sainte Hélène                     | Tessitori di Tela (tisserands de toile)      | 1763      | campo San Marcuola                |
| Scuola del Santissimo Crocefisso                       | scuola du Christ                            |                                              | 1750      | piscina del Cristo                |
| Scuola del Santissimo Sacramento ai Santi Apostoli     | scuola du Saint Sacrement                   |                                              |           | campo San Felice                  |
| Scuola de la Madonna Assunta                           | scuola de l'Asomption                       | centureri e fiuberi (ceintures et boucles)   | 3659      | campo San Felice                  |
| Scuola del Traghetto di San Felice                     |                                             | barcaioli (traversiers)                      | 3659      | campo San Felice                  |
| Scuola de San Francesco da Paula                       | scuola de Saint François de Paule           | ciovaroli a le ciovere (teinturiers)         |           | ramo Cimesin                      |
| Scuola de San Francesco d'Assisi                       | scuola de Saint François d'Assise           | scortegadori de manzi (tanneurs)             |           | (église San Geremia)              |
| Scuola dell'Angelo Custode                             | scuola de l'Ange Gardien                    |                                              | 4448-4449 | campo SS. Apostoli                |
| Scuola della Beata Vergine della Pietà                 | scuola de la Sainte Vierge de la Piété      |                                              | 619       | campo S. Giobbe                   |
| Scuola della Beata Vergine della Visitazione           | scuola de la Sainte Vierge de la Visitation |                                              | 2491-2494 | campiello S. Marzial              |
| Scuola di San Bernardino                               | scuola de Saint Bernard                     |                                              | 626       | campo S. Giobbe                   |
| Scuola di San Lodovico                                 | scuola de Saint Louis                       |                                              | 3204      | campo S. Alvise                   |
| Scuola di San Cristoforo                               | scuola de Saint-Christophe                  | tessitori di panni di seta                   | 3857      | campo dell'Abazia                 |
| Scuola di San Cristoforo                               | scuola de Saint-Christophe                  | tessitori di panni di seta                   | 4877      | campo dei Gesuiti                 |
| Scuola Nuova di Santa Maria della Misericordia         | nouvelle scuola de S.M. de la Miséricorde   |                                              | 3599      | fondamenta de la Misericordia     |
| Scuola Vecchia di Santa Maria della Misericordia       | ancienne scuola de S.M. de la Miséricorde   | samiteri (producteurs de soie)               | 3550-3551 | campo de l'Abazia                 |

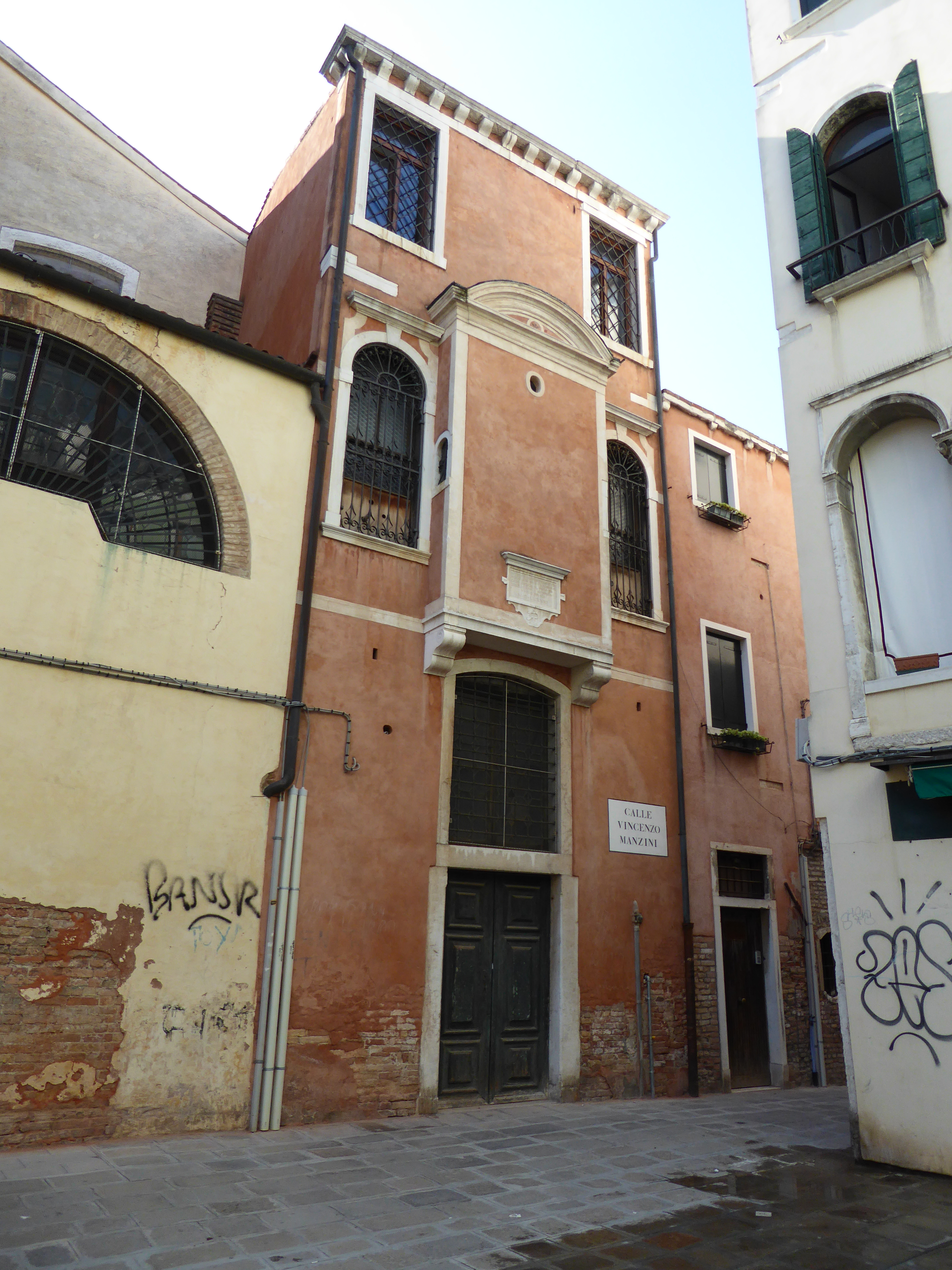
Scuola Nuova dei dodici apostoli
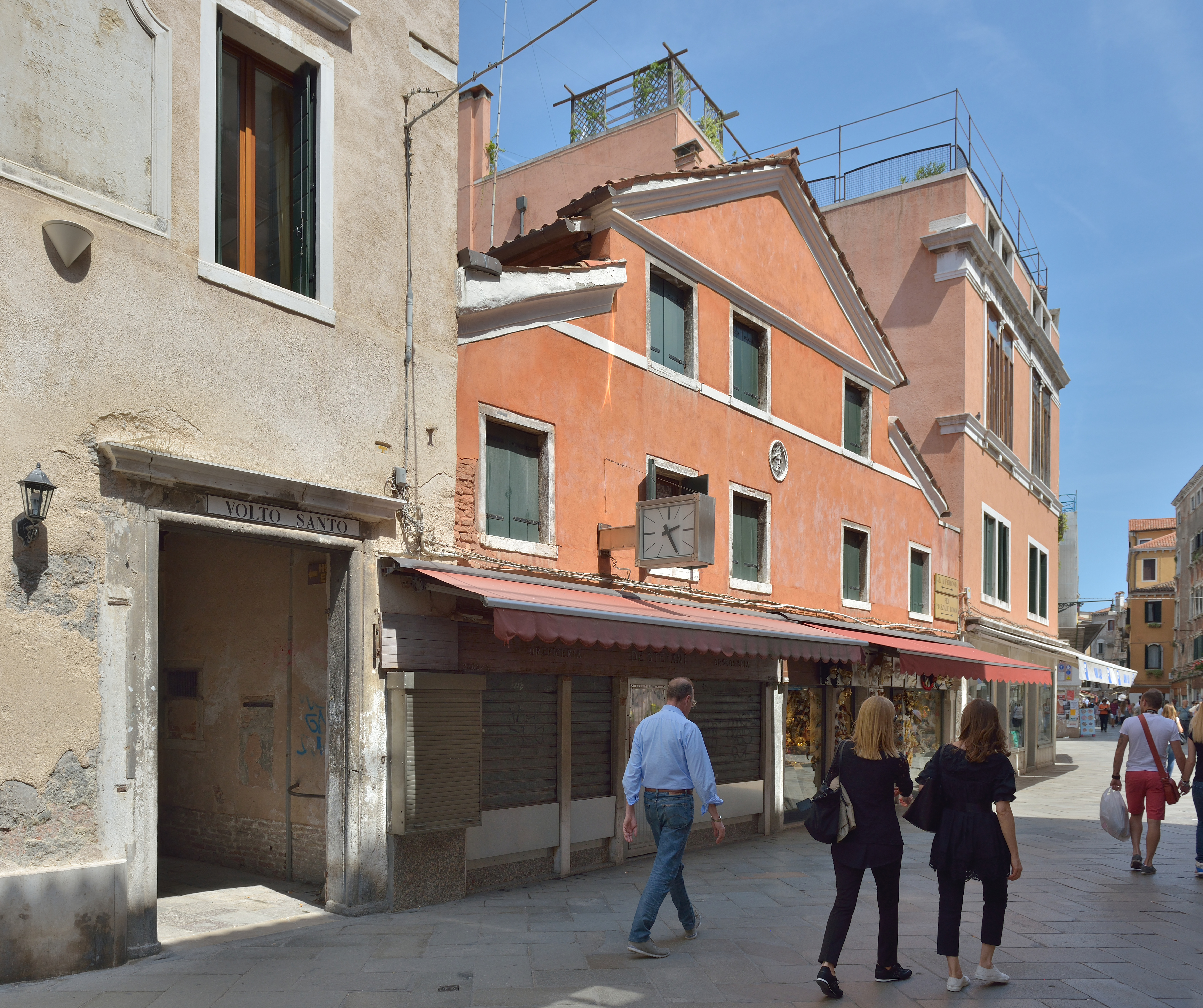
Scuola dei Lucchesi
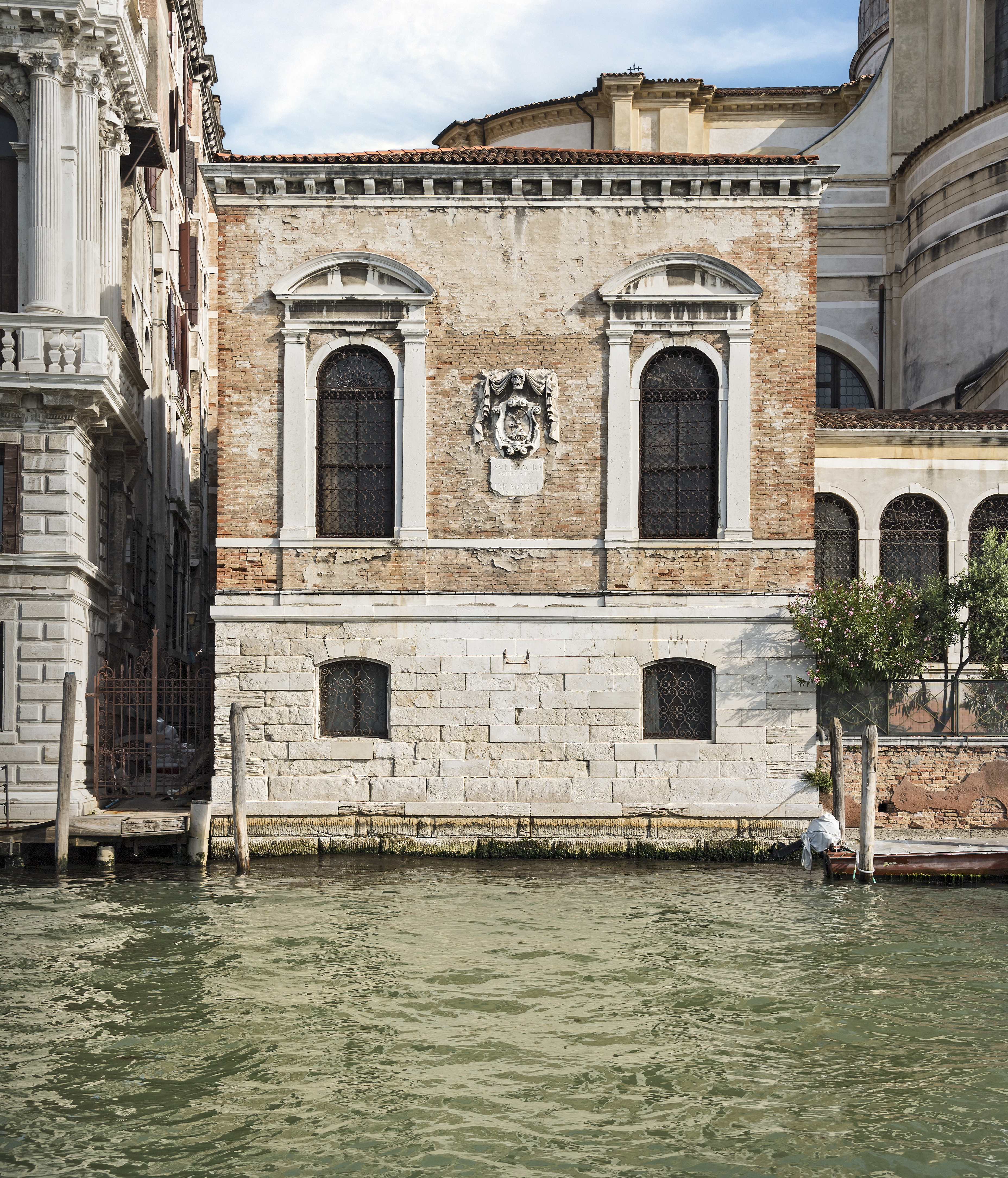
Scuola dei Morti
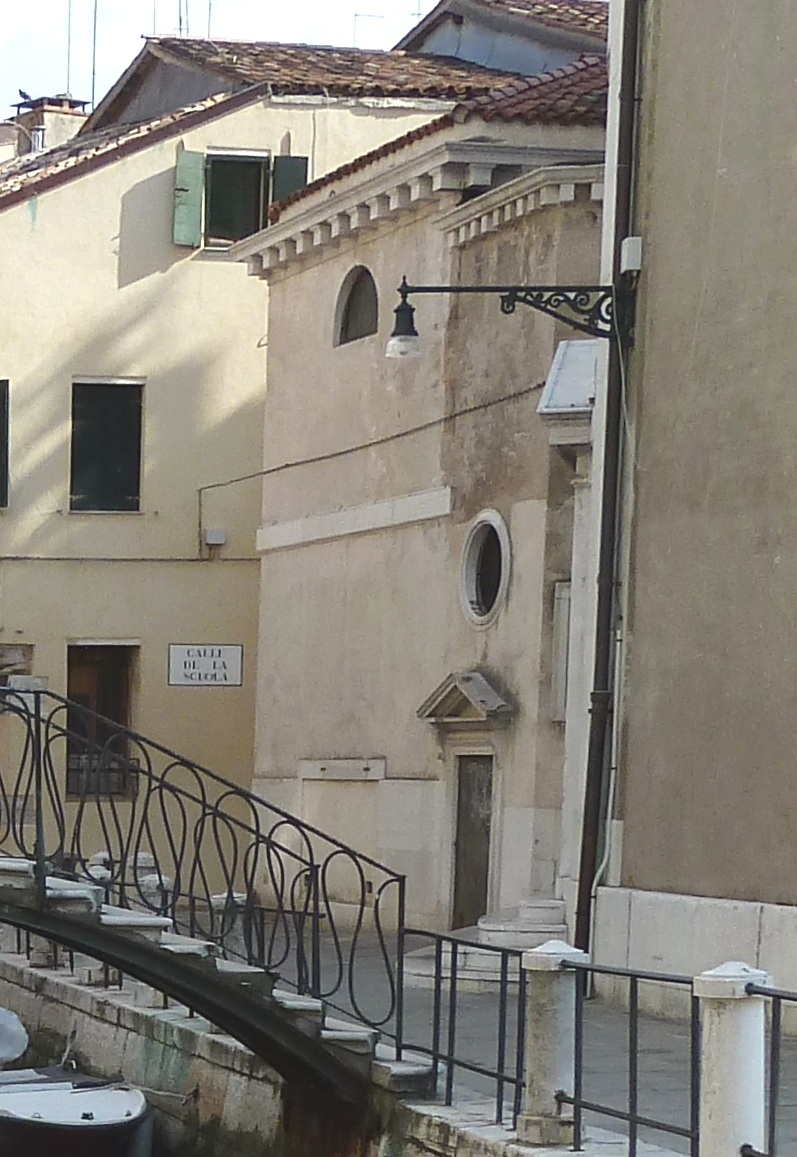
Scuola dei Fenestreri
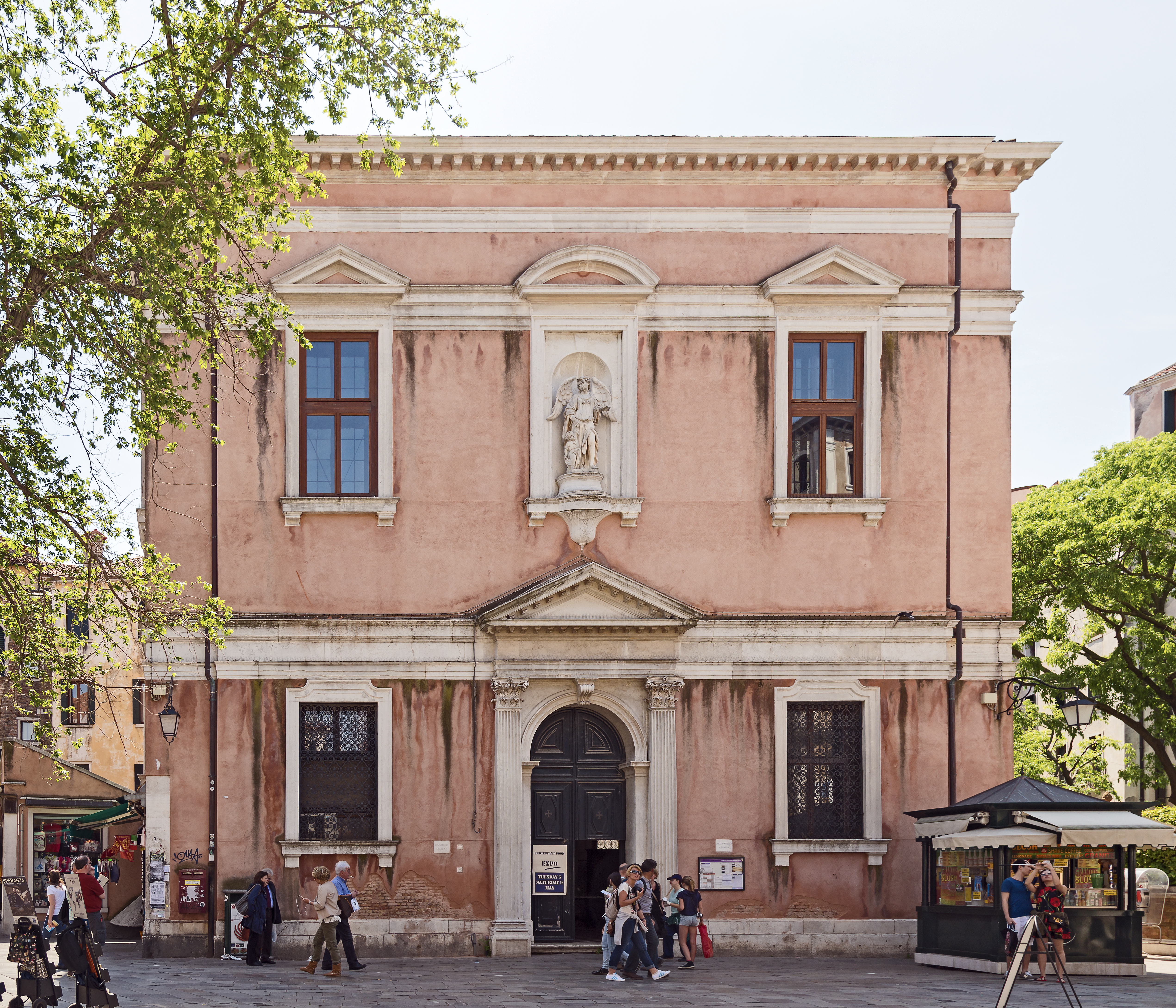
Scuola dell'Angelo Custode, église luthérienne d'aujourd'hui
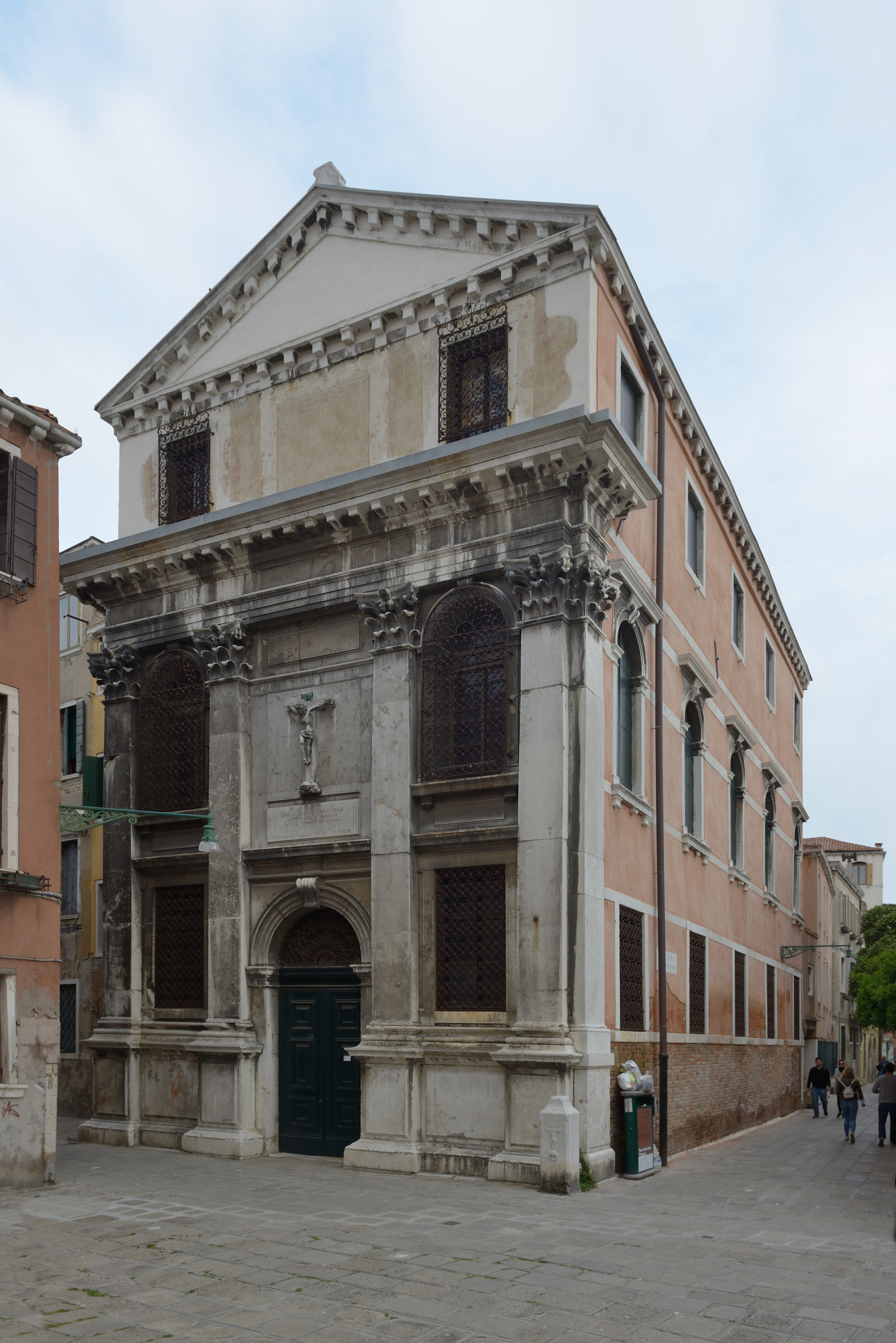
Scuola del Cristo '
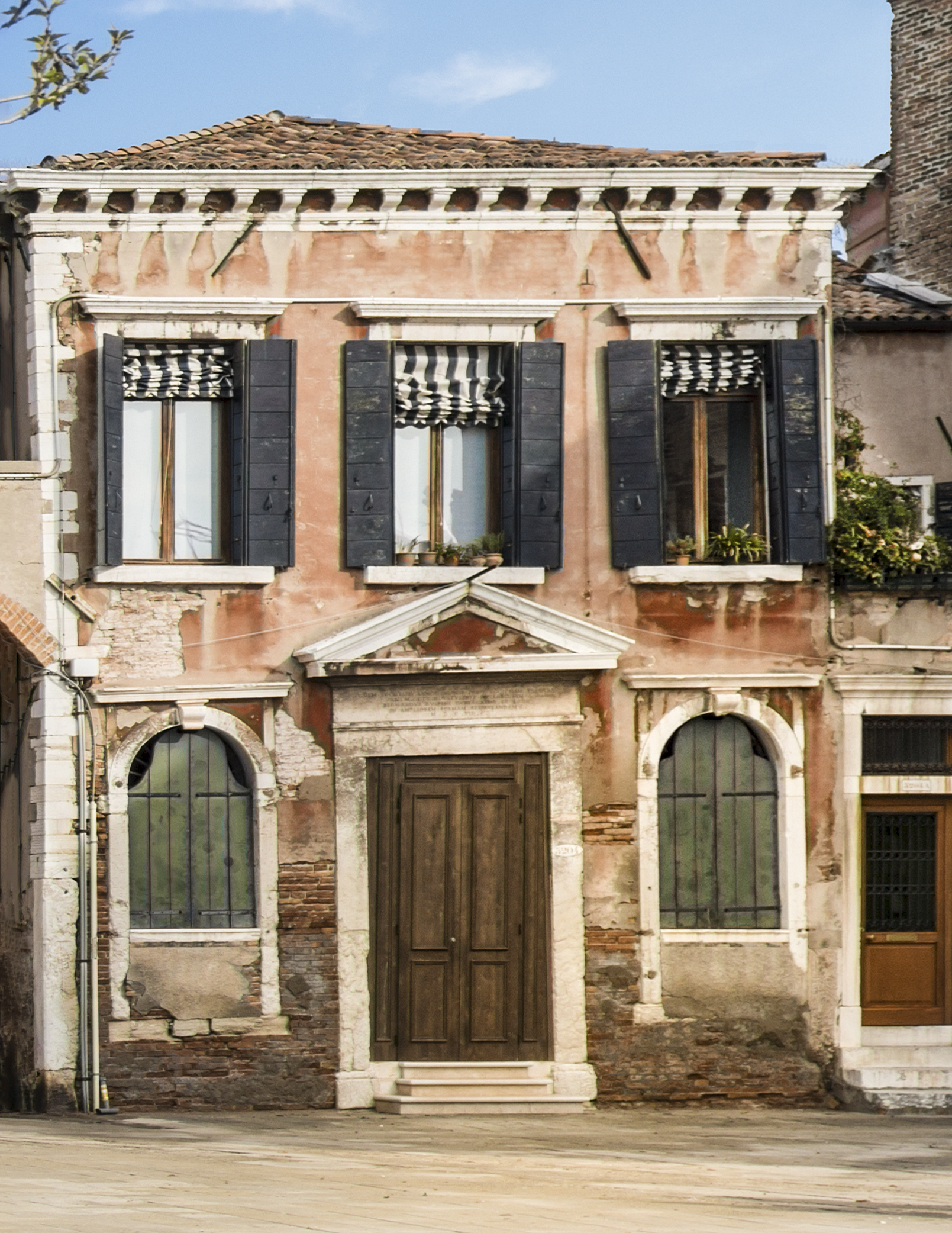
Scuola di Sant'Alvise
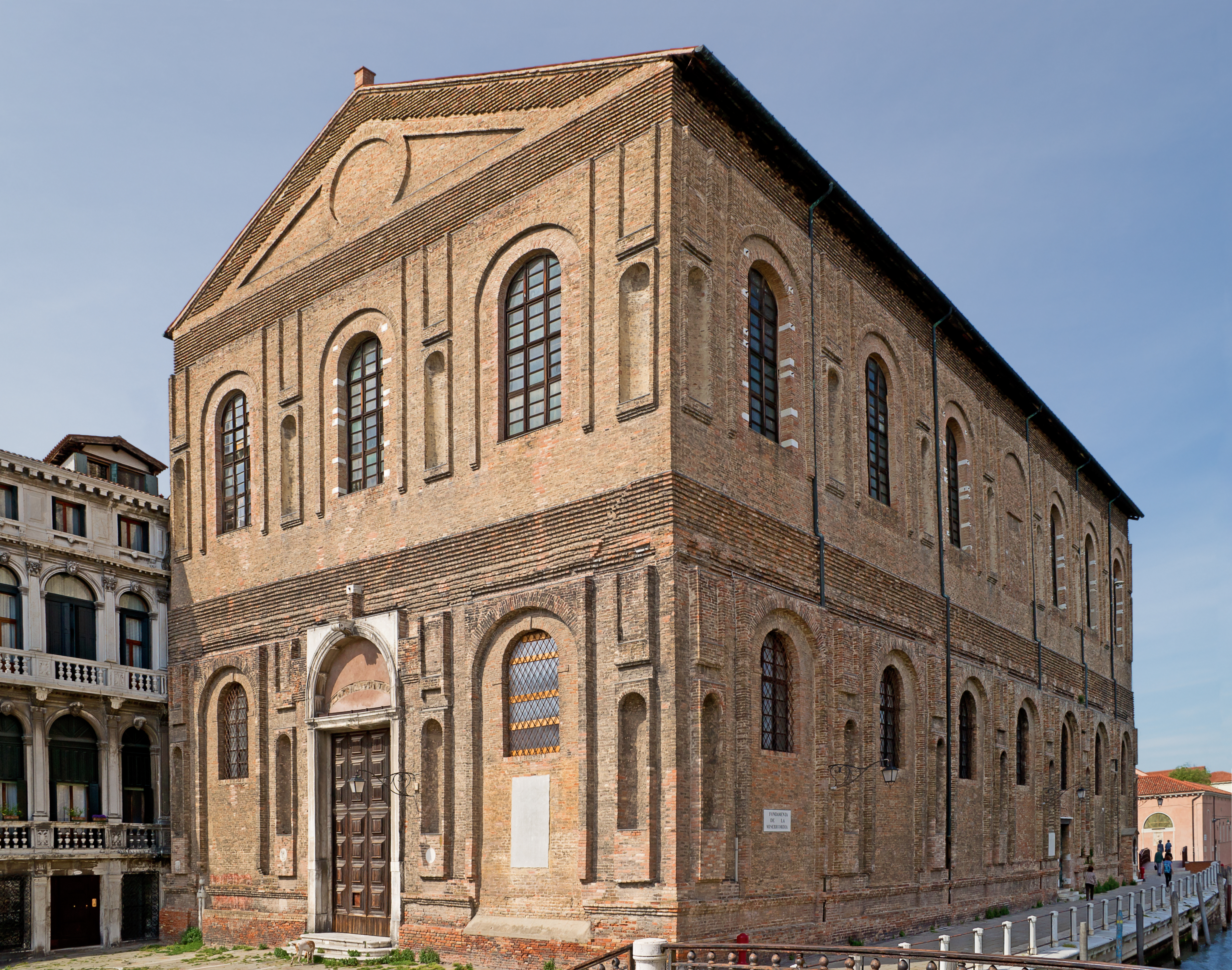
Scuola Nuova di Santa Maria della Misericordia
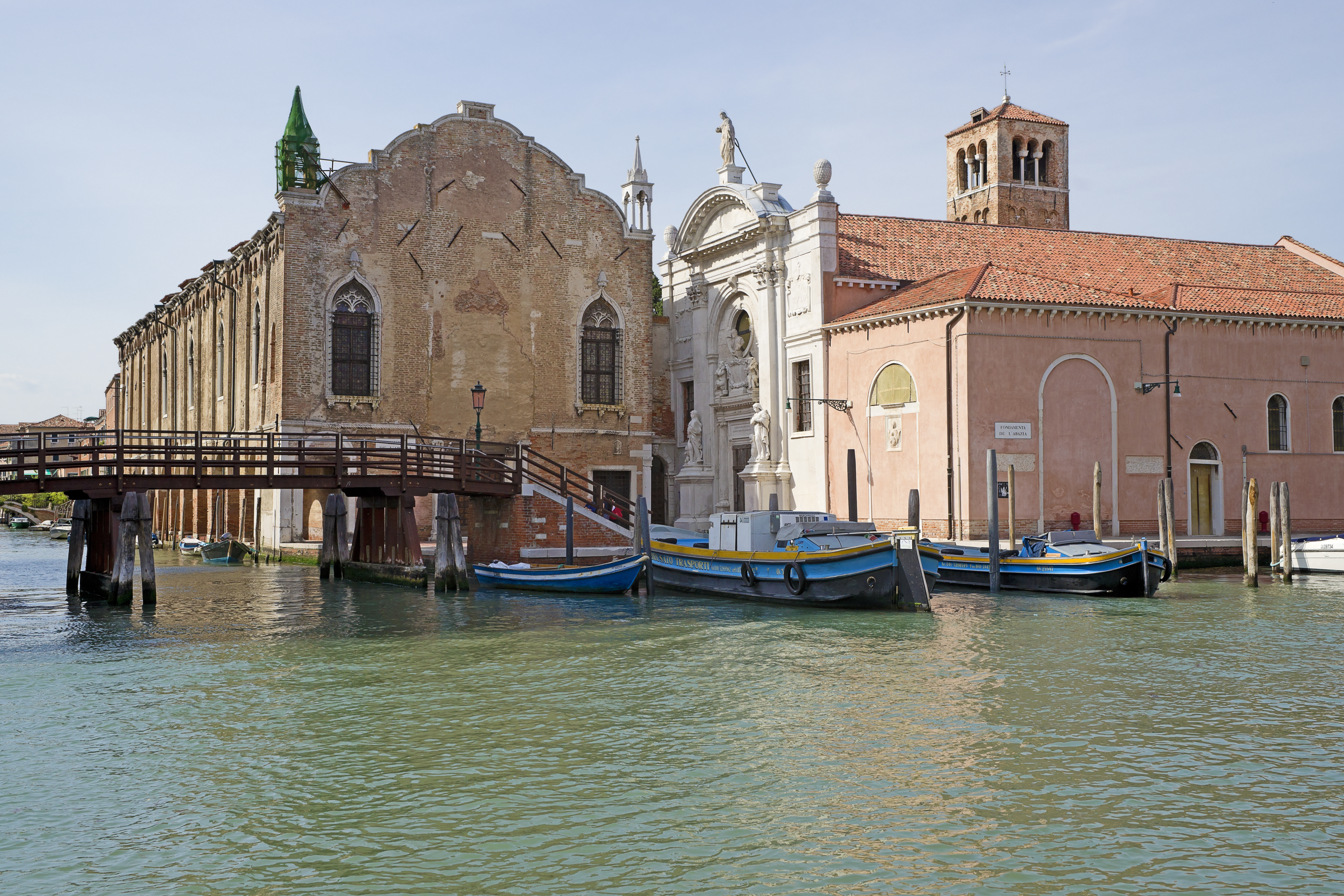
Scuola Vecchia di Santa Maria della Misericordia

## Castello
| Nom de la scuola                                                            | Traduction                                                         | Art                                          | N.A.      | ruelle                                |
| --------------------------------------------------------------------------- | ------------------------------------------------------------------ | -------------------------------------------- | --------- | ------------------------------------- |
| Scuola di Santa Barbara                                                     | scuola de Sainte-Barbara                                           | bombardieri (artilleurs)                     | 5266      | fondamenta S. Maria Formosa           |
| Scuola della Beata Vergine della Consolazione detta della Cintura           | scuola de la Sainte Vierge de la Consolation                       |                                              |           | campo S. Isepo                        |
| Scuola di Sant'Isepo                                                        | scuola de Saint Joseph                                             | caseleri (fabricants de caisses d'emballage) | 5264a     | fondamenta S. Maria Formosa           |
| scuola di San Giosafat                                                      | scuola de Saint-Josaphat                                           | frutarioli (fruitiers)                       | 5264b     | fondamenta S. Maria Formosa           |
| scuola di Santa Apollonia dei linaroli e scuola dei Santi Filippo e Giacomo | scuola de Sante Apollonie et scuola des saints Philippe et Jacques | linaroli (marchands de lin)                  | 4307      | ponte de la Canonica                  |
| Scuola dei Santi Cosma e Damiano                                            | scuola des Saints Côme et Damien                                   | paruchieri (perruquiers)                     | 4361      | calle drio la Chiesa                  |
| Scuola del Santissimo Nome di Dio                                           | scuola du Nom Sacré de Dieu                                        |                                              |           |                                       |
| Scuola di San Giorgio degli Schiavoni                                       | scuola nathional des dalmatiens                                    |                                              |           |                                       |
| Scuola del Santissimo Sacramento a Castello                                 | scuola du Saint Sacrement                                          |                                              | 69        | campo S. Piero                        |
| Scuola del Santissimo Sacramento a San Zaccaria                             | scuola du Saint Sacrement                                          |                                              | 4695      | campo S. Zaccaria                     |
| Scuola di San Giorgio degli Schiavoni                                       | scuola de Saint Georges des esclavons                              |                                              | 3259a     | corte S. Giovanni di Malta            |
| Scuola di San Giovanni Battista                                             | scuola de Saint-Jean-Baptiste                                      |                                              | 3811b     | campo Bandiera e Moro o de la Bragora |
| Scuola di San Martino                                                       | scuola de Saint-Martin                                             |                                              | 2426a     | campo S. Martin                       |
| Scuola di San Nicolò dei Greci                                              | scuola de Saint-Nicolas des Grecs                                  |                                              | 3410-3412 | fondamenta dei Greci                  |
| Scuola di San Pasquale Baylon                                               | scuola de Saint Pascal Baylon                                      |                                              |           |                                       |
| Scuola di Sant'Orsola                                                       | scuola de Sainte-Ursule                                            |                                              | 3636      | calle de la Pietá                     |
| Scuola Grande di San Marco                                                  | scuola granda de Saint-Marc                                        |                                              | 6776      | fondamenta dei Mendicanti             |

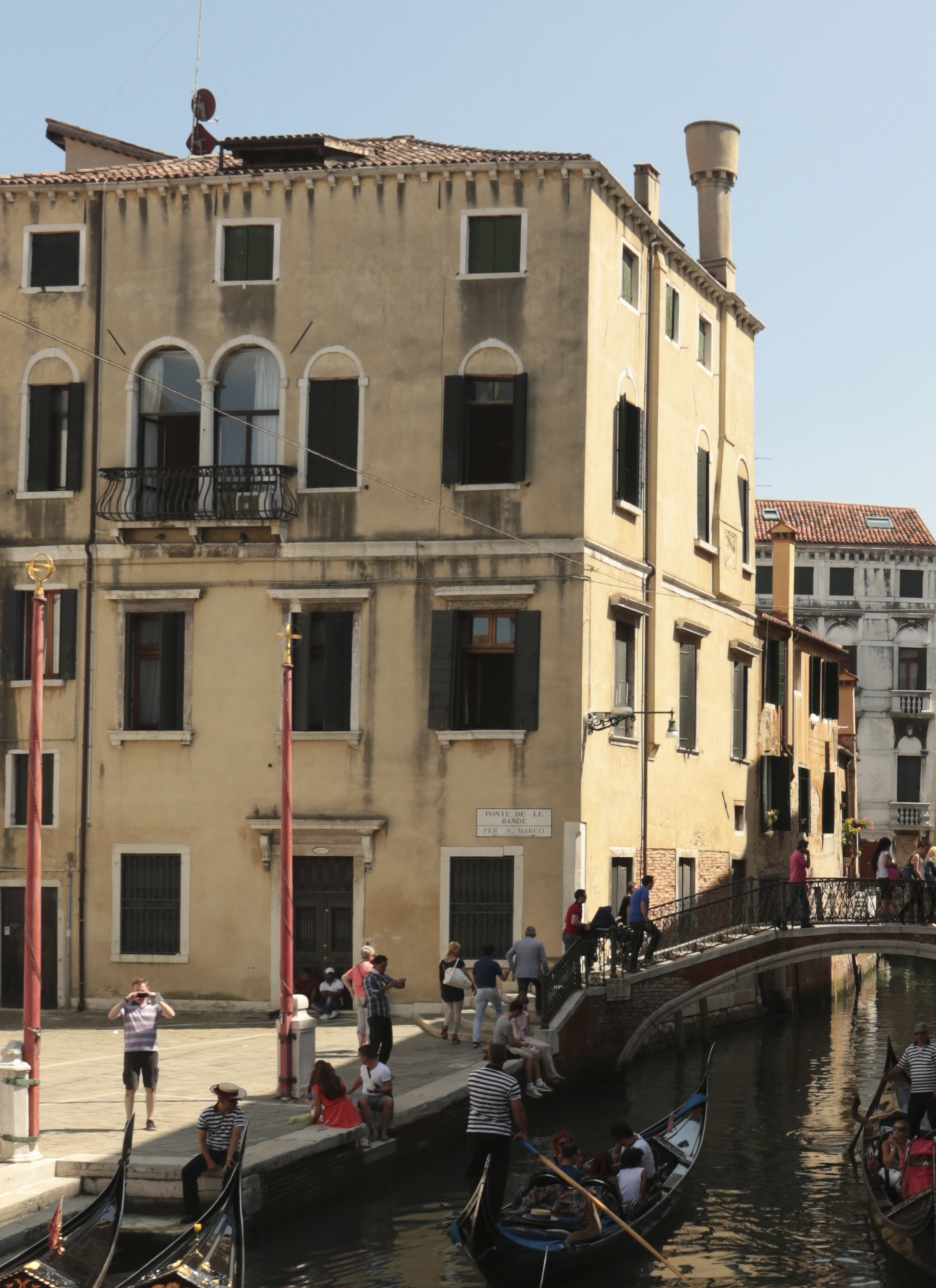
Scuola dei Bombardieri
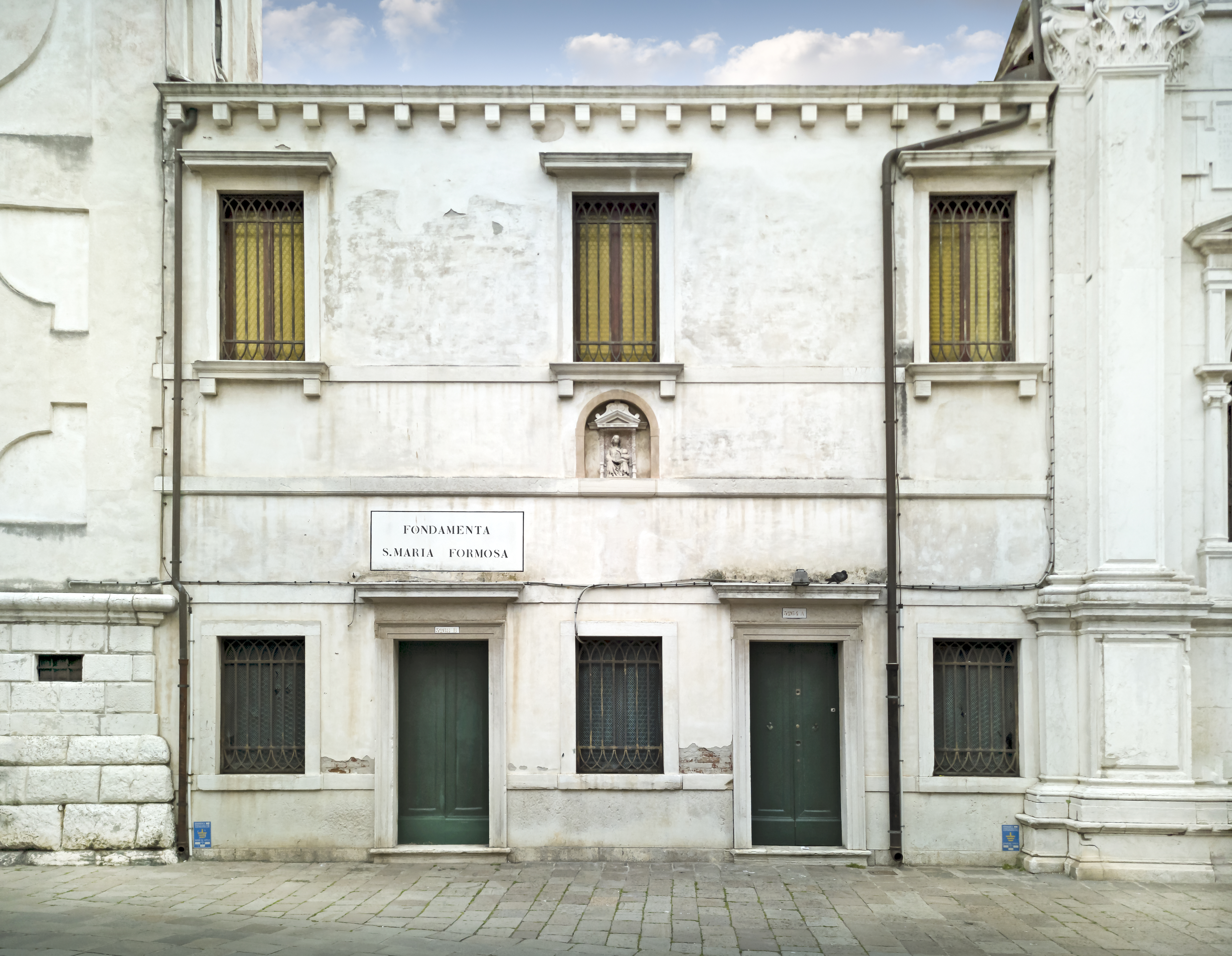
Scuola dei Casselleri e dei Fruttaroli
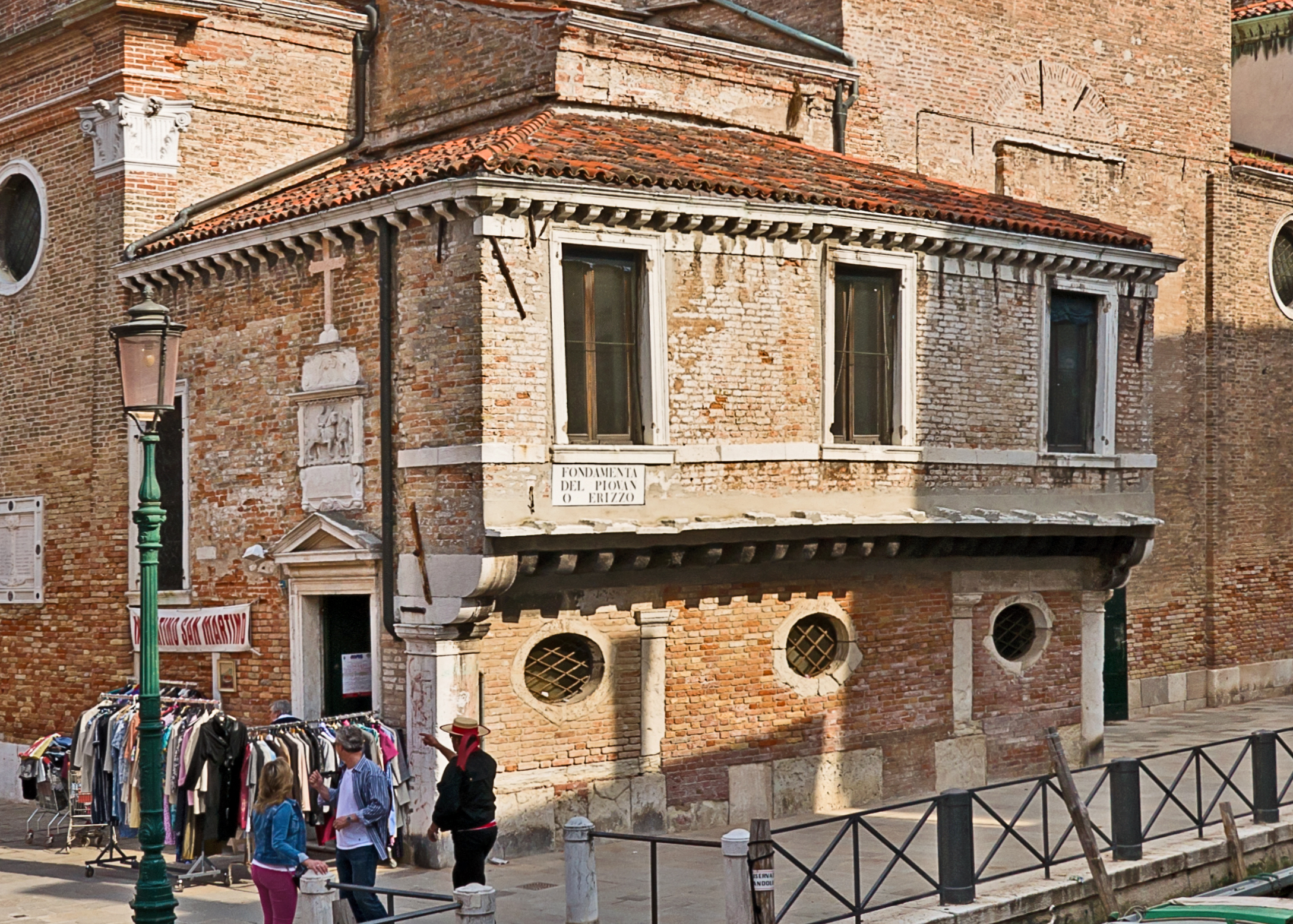
scuola di San Martino
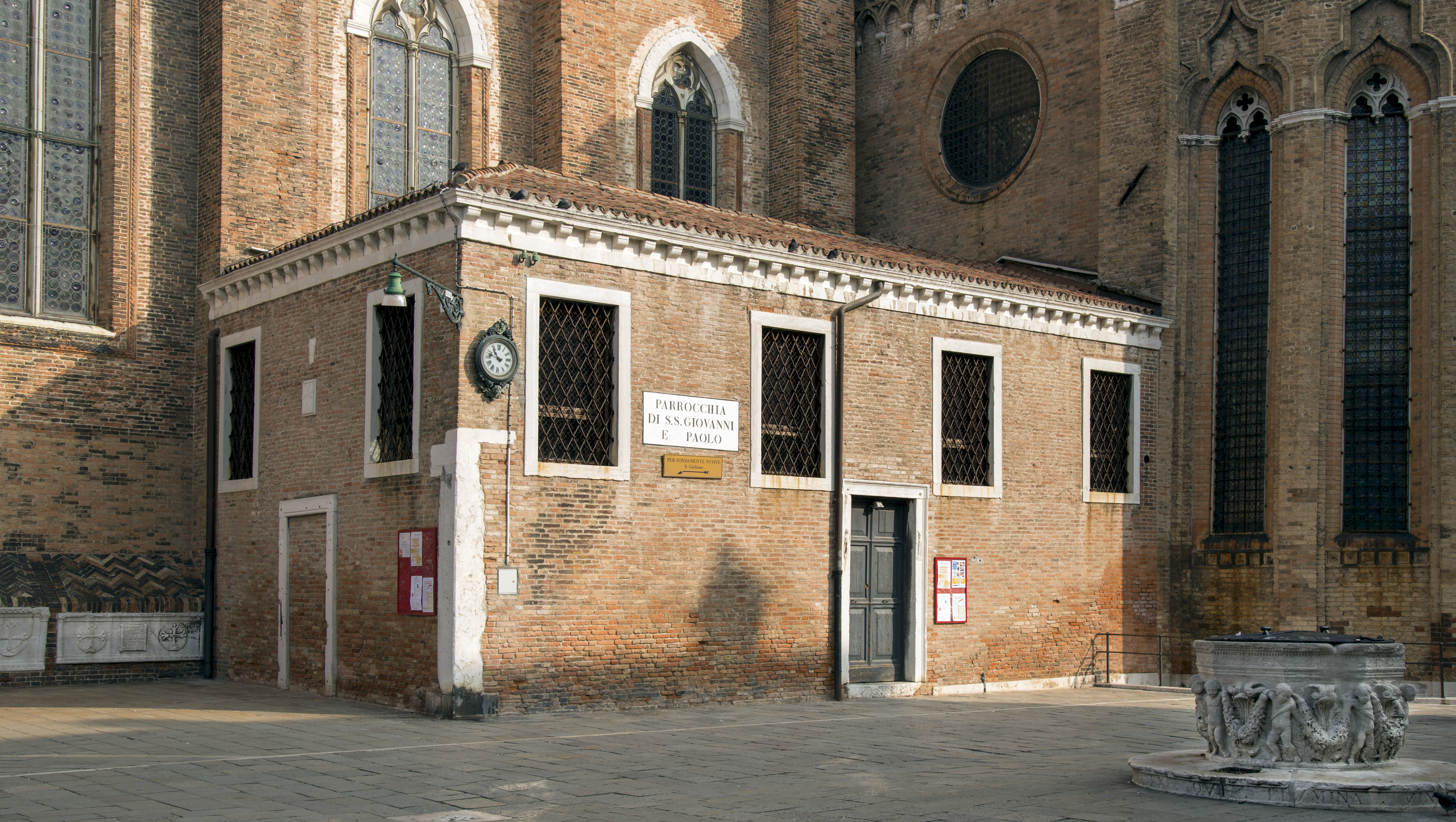
Scuola del Santissimo Nome di Dio (scuola du Nom Sacré de Dieu)
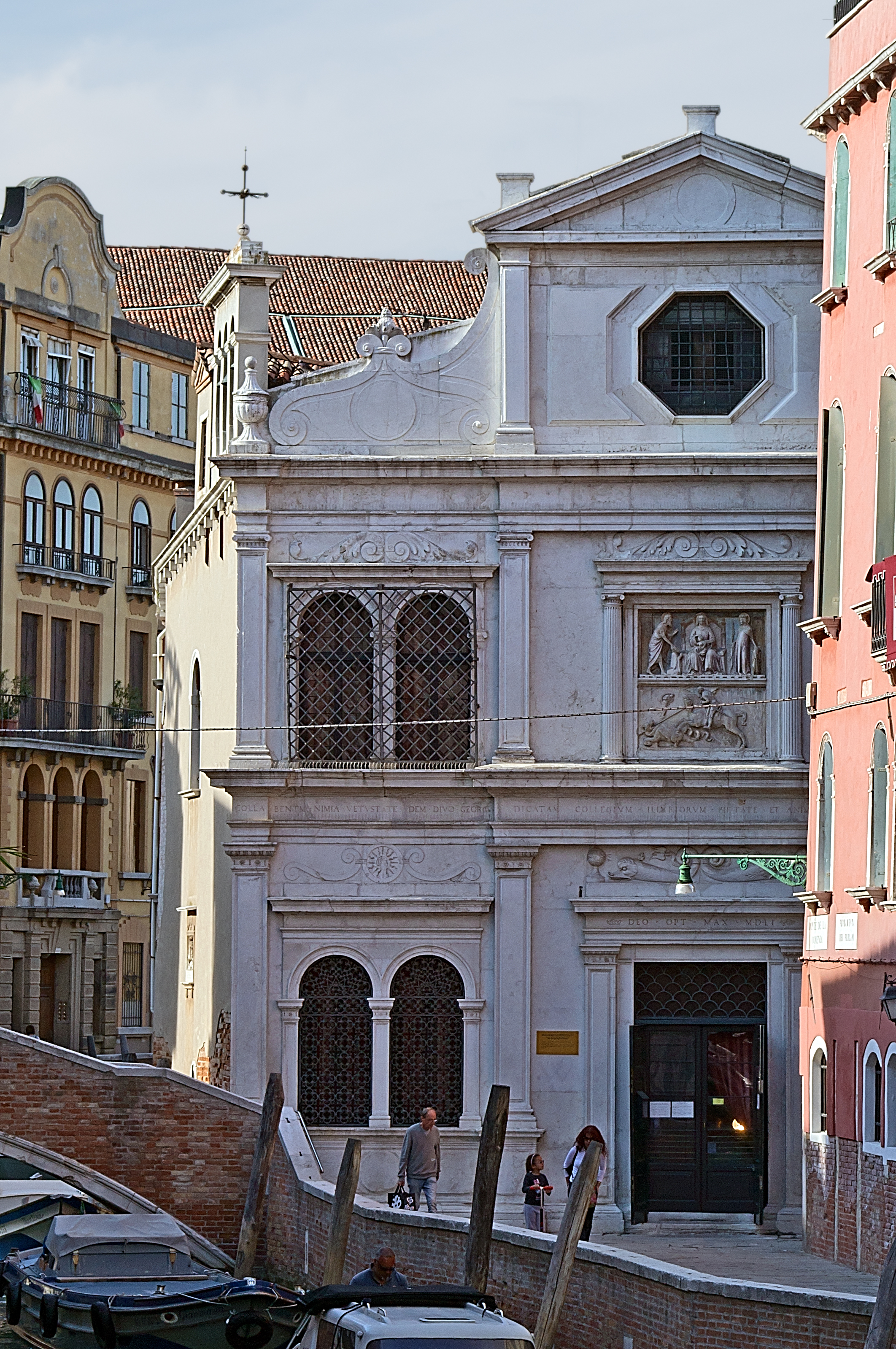
Scuola di San Giorgio degli Schiavoni
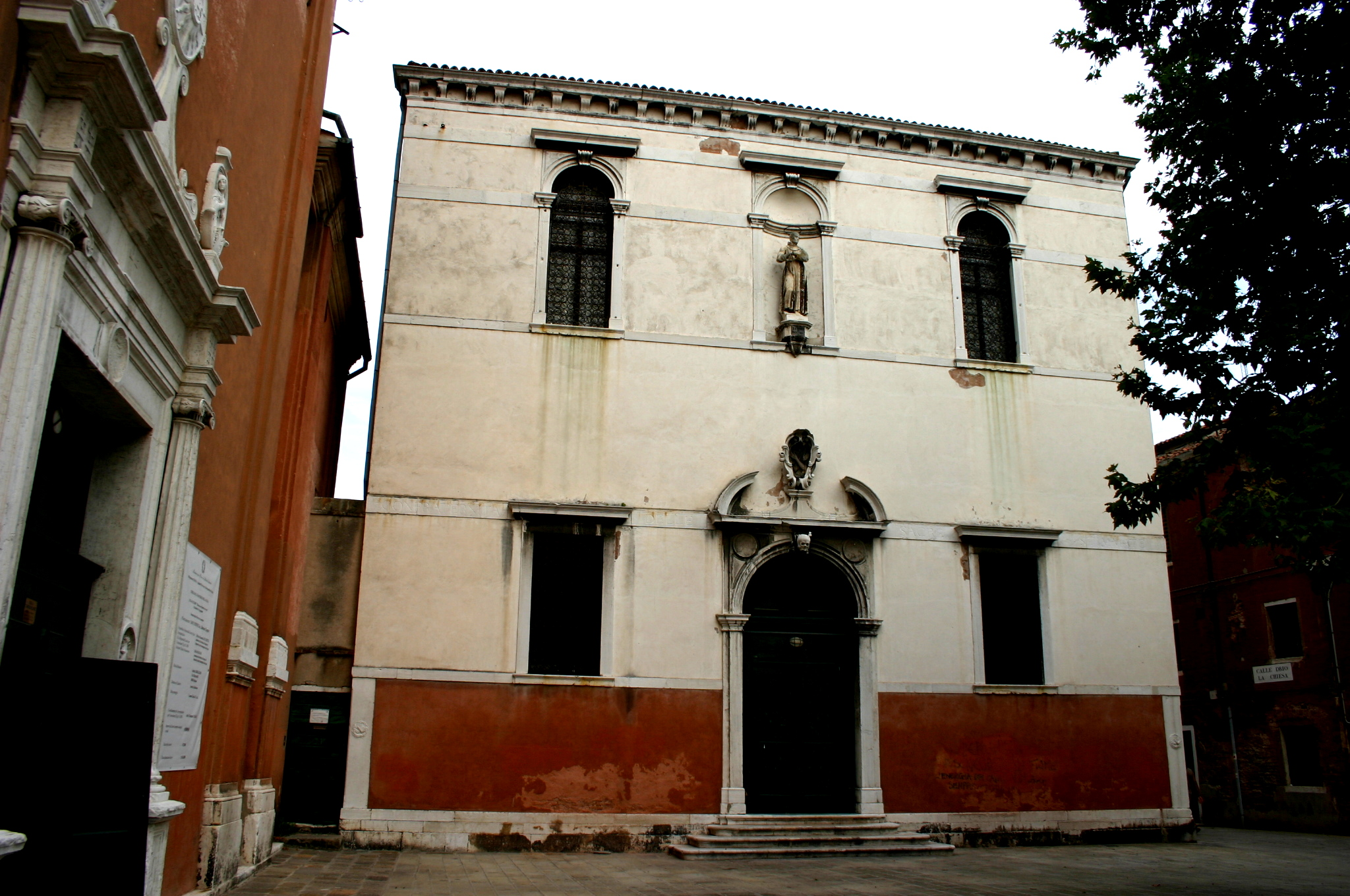
Scuola di San Pasquale Baylon
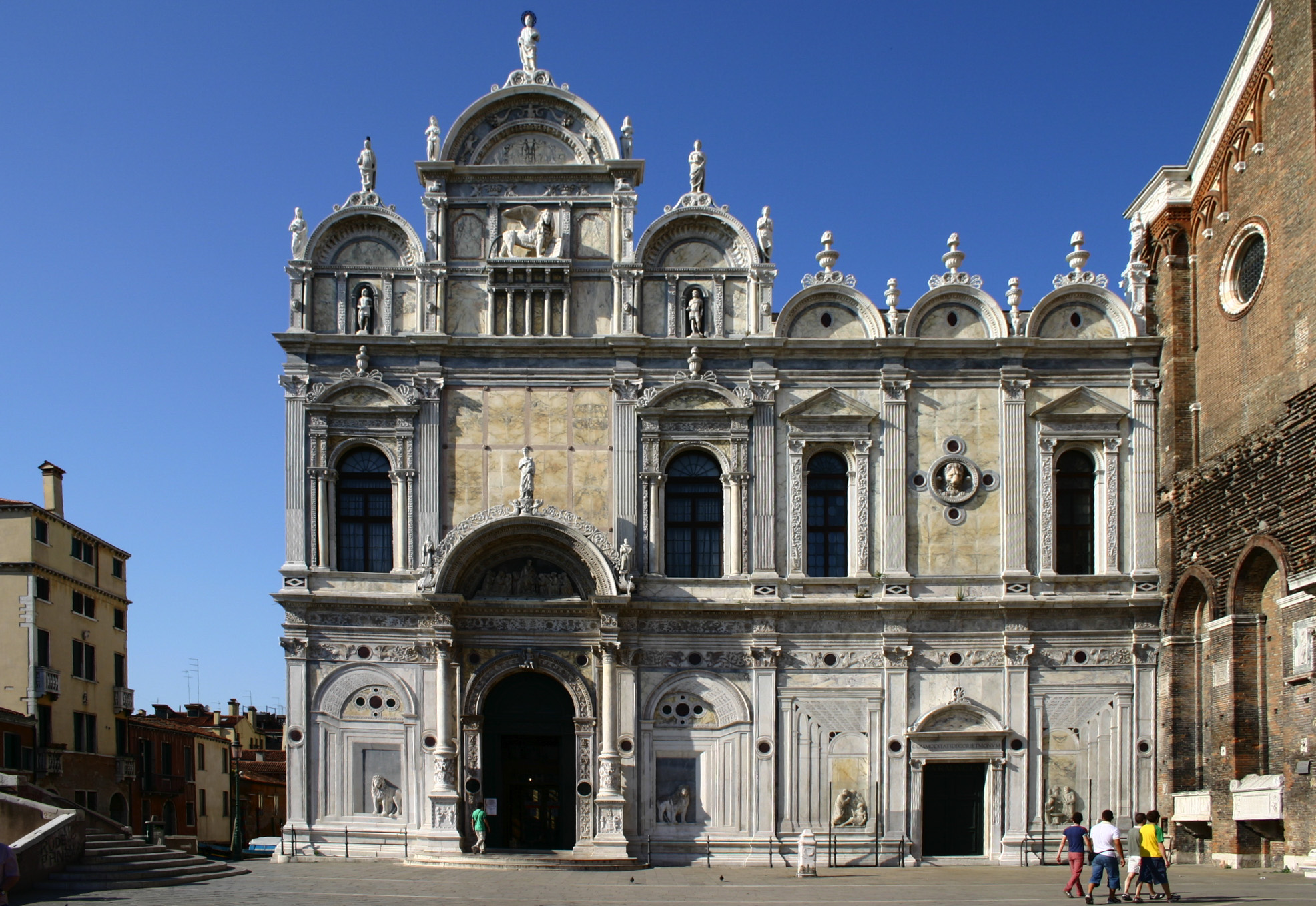
Scuola Grande di San Marco

## Dorsoduro
| Nom de la scuola                                  | Traduction                            | Art                                | ruelle                                         |
| ------------------------------------------------- | ------------------------------------- | ---------------------------------- | ---------------------------------------------- |
| scuola di San Costanzo                            | scuola des fournisseurs d'eau potable | acquaroli (livreurs d'eau potable) | campo S. Basegio, 1527a                        |
| scuola de la Presentazione dei compravendi pesce  | scuola des poissonniers               | compravendi pesce (poissonniers)   | fondamenta del Soccorso, 2609-2610             |
| Scuola de Sant'Antonio abate dei Luganegheri      | scuola des charcutiers                | luganegheri (charcutiers)          | calle de la Masena, 1473                       |
| Scuola de Santa Maria et Helisabetha dei varoteri | scuola des tanneurs                   | varoteri (tanneurs)                | casa in Mezzo al Campo S. Margarita, 3020-3022 |
| Scuola del Santissimo Sacramento a Dorsoduro      | scuola du Saint Sacrement             |                                    |                                                |
| Scuola della Dottrina Cristiana                   | scuola de la doctrine chrétienne      |                                    | calle de la Scuola, 51                         |
| Scuola dello Spirito Santo                        | scuola du Saint-Esprit                |                                    | rio terá S. Vio, 399                           |
| Scuola di San Bernardino                          | scuola de Saint Bernardin             | laneri (lainiers)                  | salizada S. Pantalon 131-131a                  |
| Scuola di San Gregorio                            | scuola de Saint-Grégoire              |                                    | campo S. Gregorio, 170                         |
| Scuola di San Nicolò dei Mercanti                 | scuola de Saint-Nicolas des marchands |                                    | calle de le Pazienze, 2618                     |
| Scuola di San Sebastiano                          | scuola de Saint-Sébastien             |                                    |                                                |
| Scuola di San Vettor e Santa Margarita            | scuola de Sainte-Margherite           |                                    | calle S. Rocco, 3429-3430                      |
| Scuola di Sant'Alberto                            | scuola de Saint-Albert                |                                    | calle de le Pazienze, 2621                     |
| Scuola Grande dei Carmini                         | scuola des Carmes                     |                                    | calle de la Scuola, 2617                       |
| Scuola Grande di Santa Maria della Carità         | scuola granda de S.M. de la Charité   |                                    | campo de la Caritá, 1050                       |

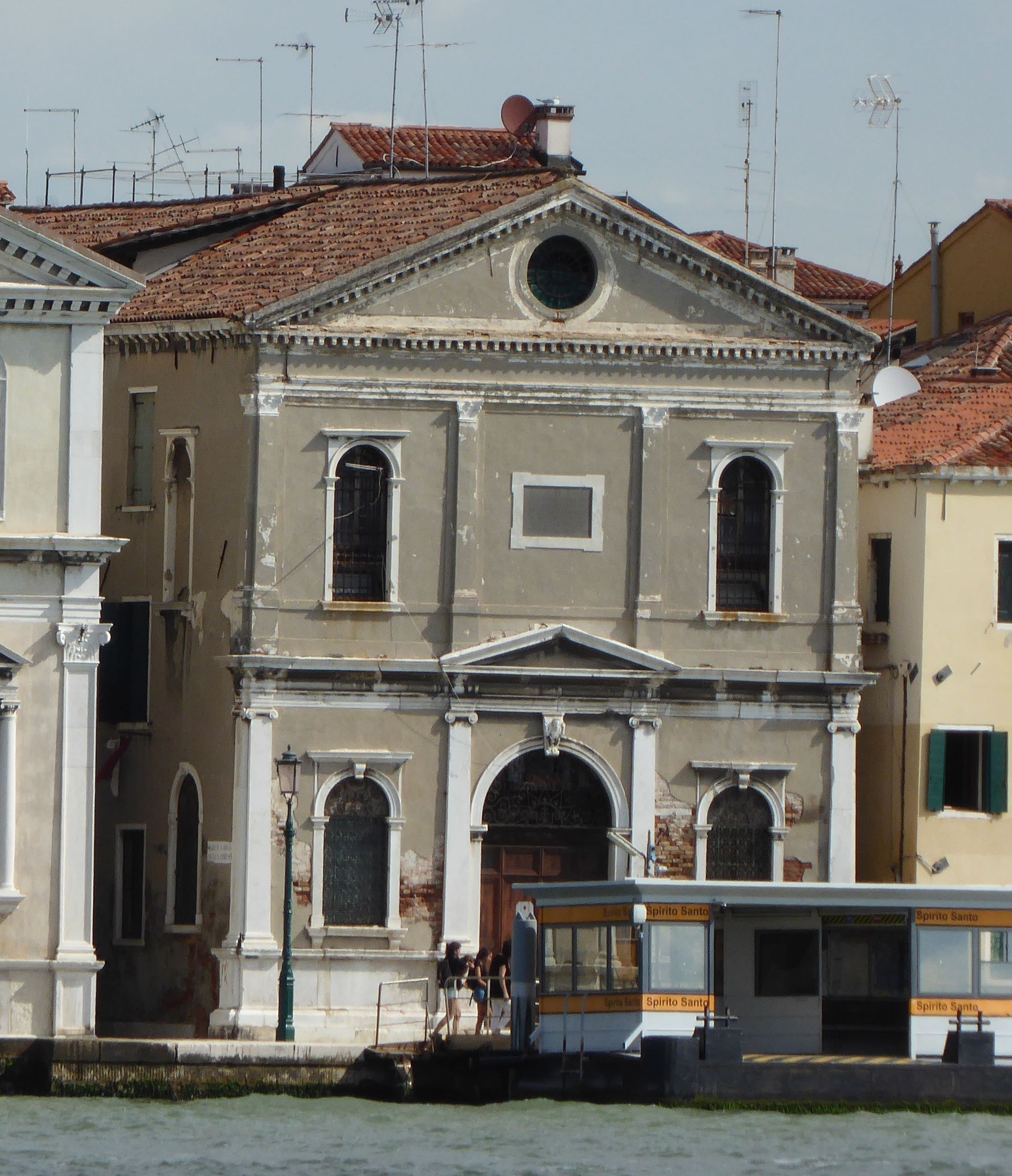
Scuola del Spirito Santo
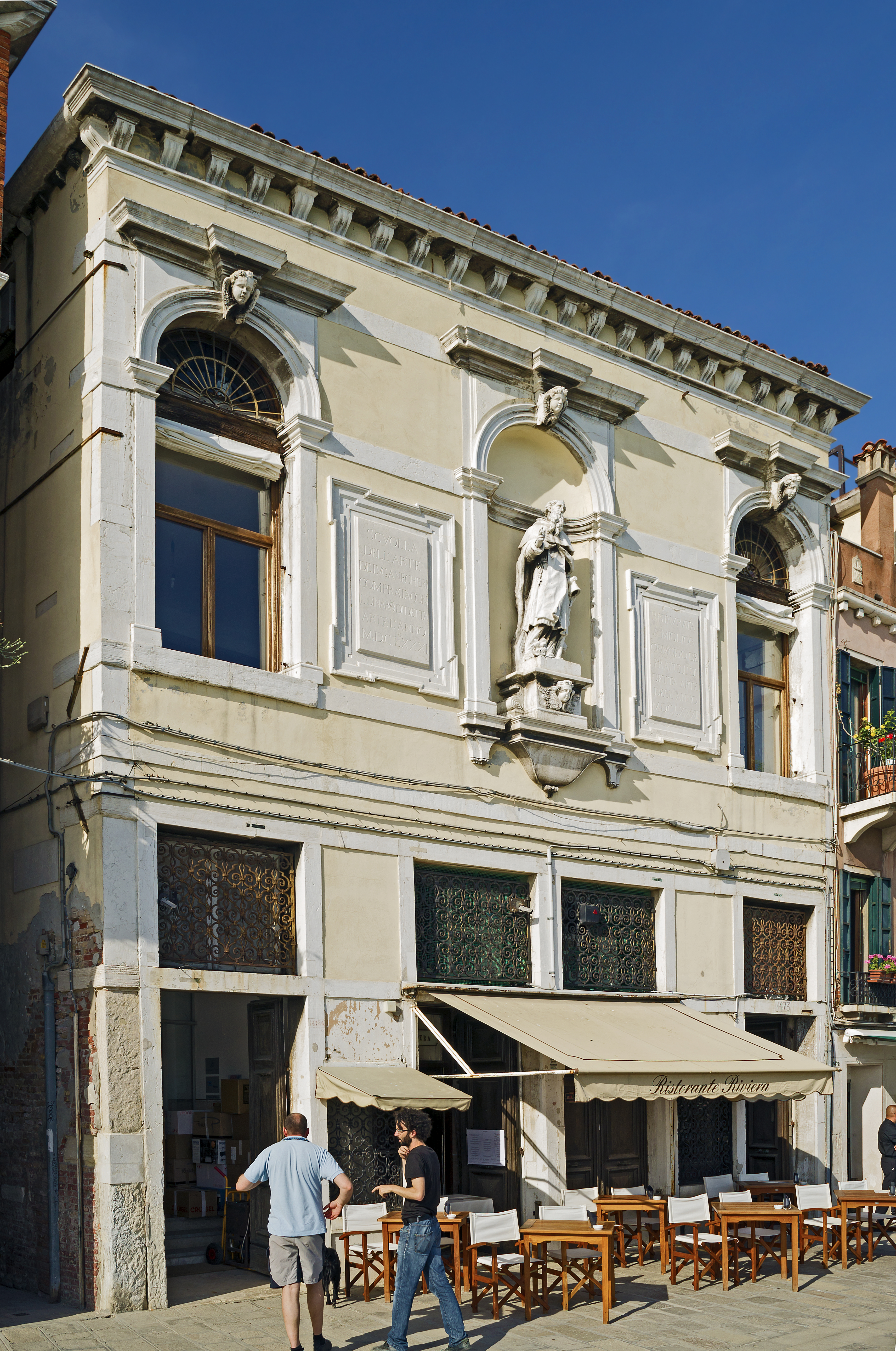
Scuola dei Luganegheri
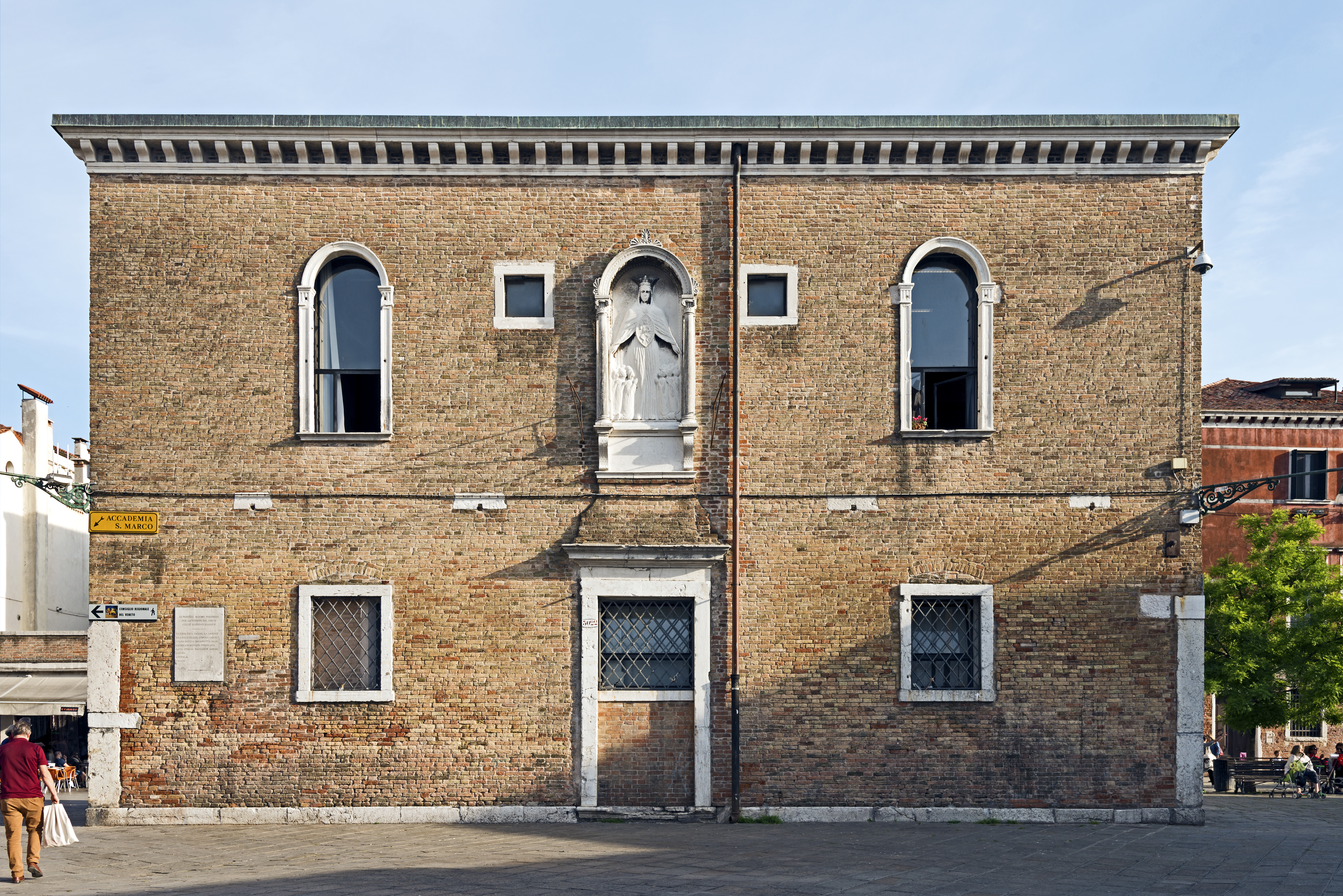
Scuola dei Varoteri
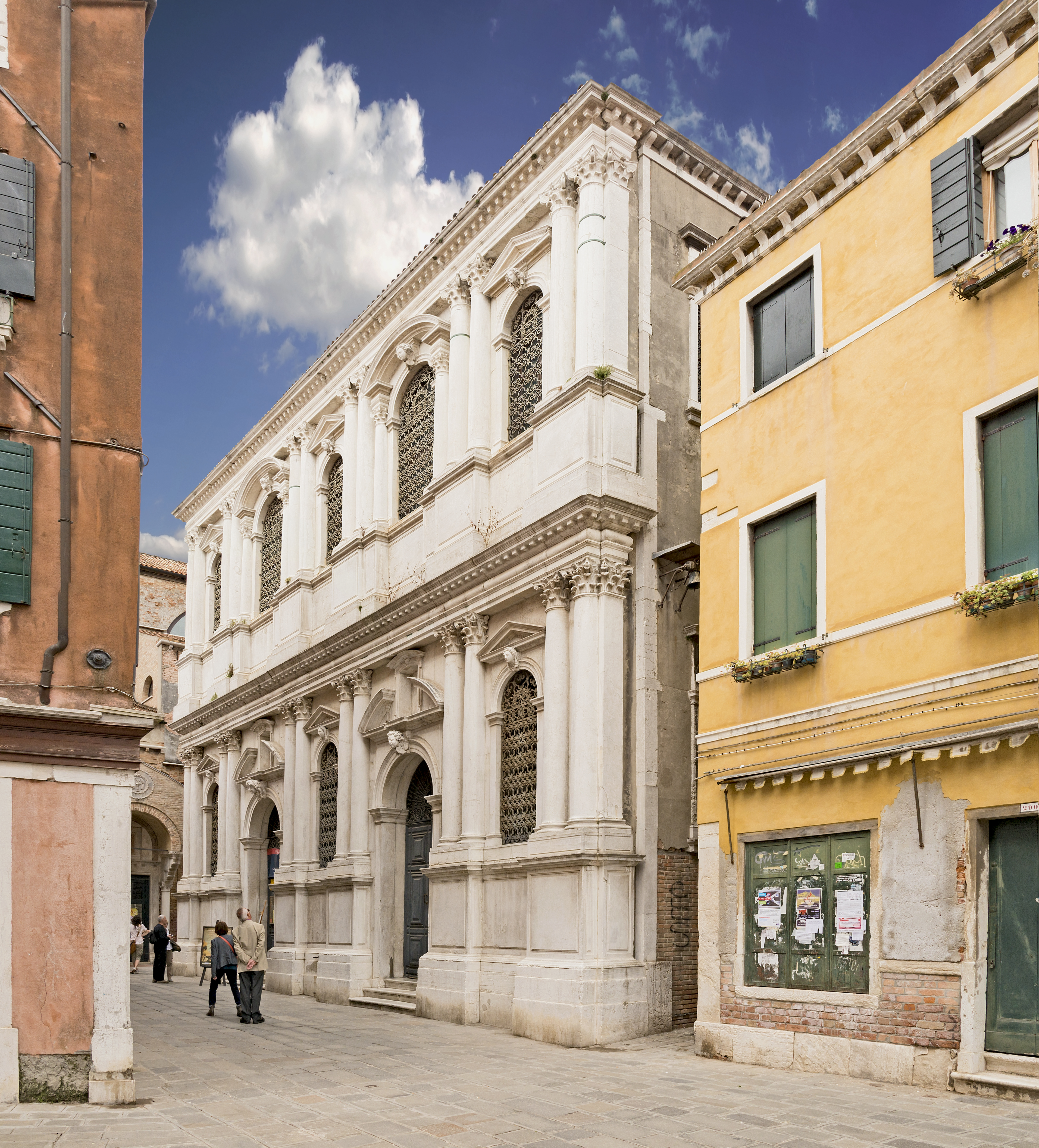
Scuola Grande dei Carmini

## San Marco
| Nom de la scuola                                              | Traduction                                                  | Art                      | ruelle                         |
| ------------------------------------------------------------- | ----------------------------------------------------------- | ------------------------ | ------------------------------ |
| it:Scuola degli Albanesi(it)                                  | scuola des albanais                                         |                          | calle del Piovan, 2762         |
| Scuola dei Calegheri tedeschi                                 | scuola des chausseurs allemands                             | calegheri (chausseurs)   | salizada S. Samuele, 3127-3133 |
| Scuola di Sant'Eligio dei Favri                               | scuola de Saint-Éloi                                        | fabbri (forgerons)       | Campo S.Moise, 1455            |
| Scuola di Sant'Isepo dei marangoni                            | scuola de Saint-Joseph                                      | marangoni (charpentiers) | Calle de la Carozze, 3268      |
| scuola della Madonna Assunta                                  | scuola de l'Asomption                                       | marzeri (merciers)       | calle dei Segretari, 615       |
| Scuola dei Pittori                                            | scuola des peintres                                         | pittori (peintres)       | Fondamenta Fonteghetto         |
| Scuola di San Tommaso Apostolo e San Magno Vescovo dei mureri | scuola de l'apôtre Saint Thomas et de l'évêque saint Magnus | mureri (maçons)          | Szda S. Samuele 3216           |
| Scuola del Santissimo Sacramento in Parrocchia d San Moisè    | scuola du Saint Sacrement                                   |                          | Campo S.Moise, 1456            |
| it:Scuola di Santo Stefano(it)                                | scuola de Saint-Étienne                                     |                          | campiello S. Stefano, 3467     |
| it:Scuola Grande di San Fantin(it)                            | scuola de Saint-Fantin                                      |                          | campo S. Fantin, 1897          |
| Scuola Grande di San Teodoro                                  | scuola de Saint-Théodore                                    |                          | salizada S. Teodoro, 4811)     |

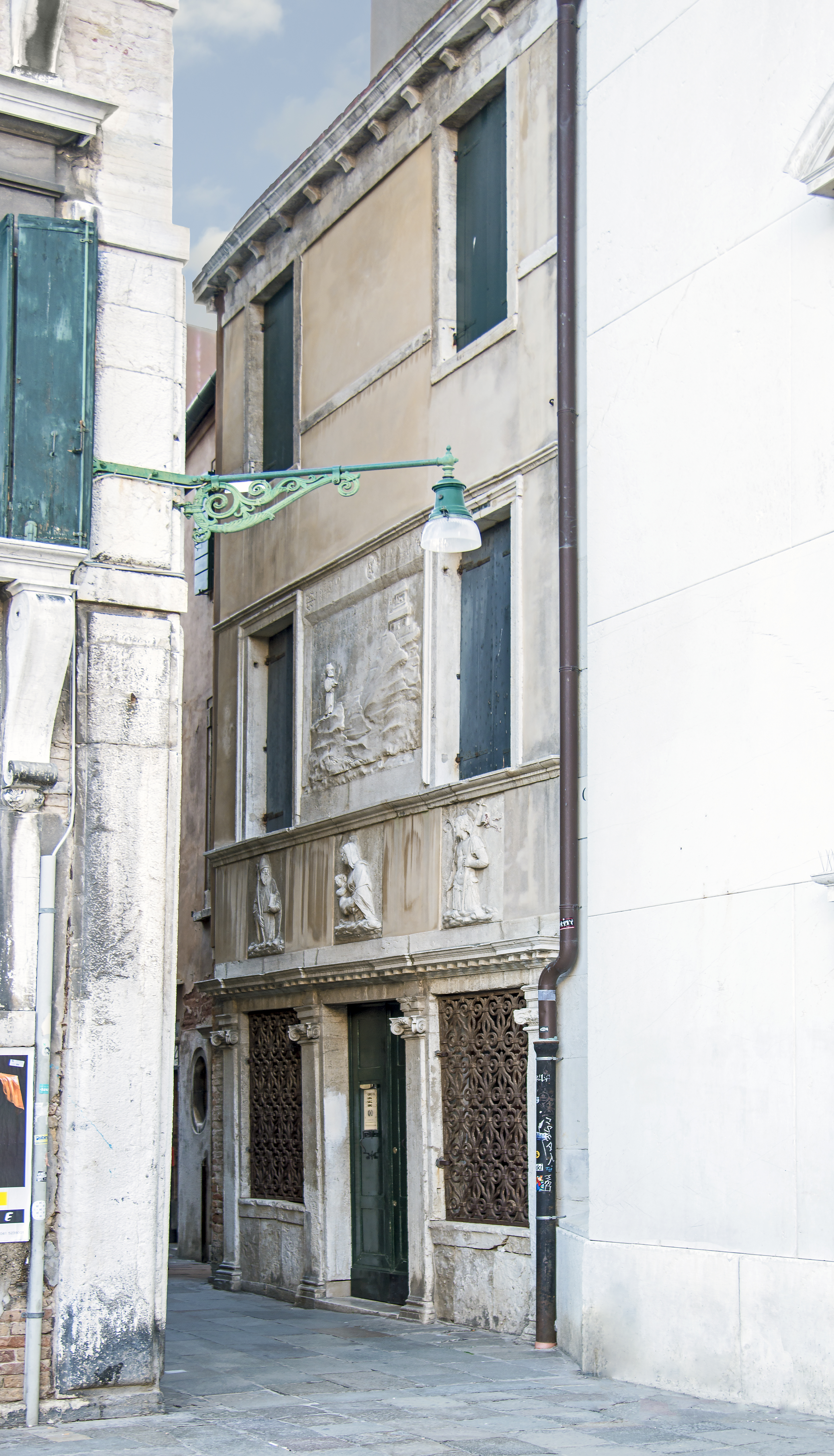
Scuola degli Albanesi (scuola des albanais)
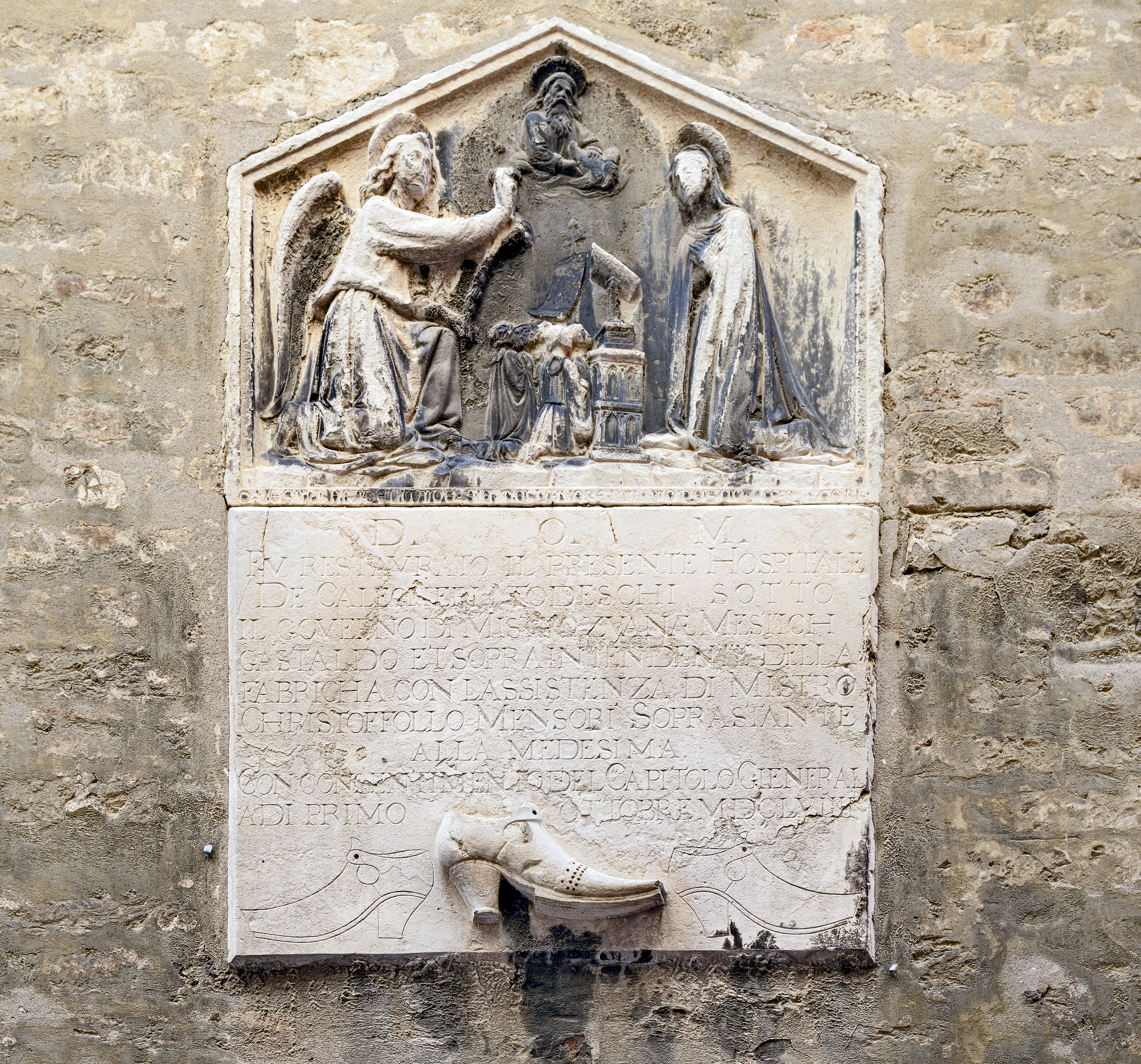
Scuola dei Calegheri tedeschi
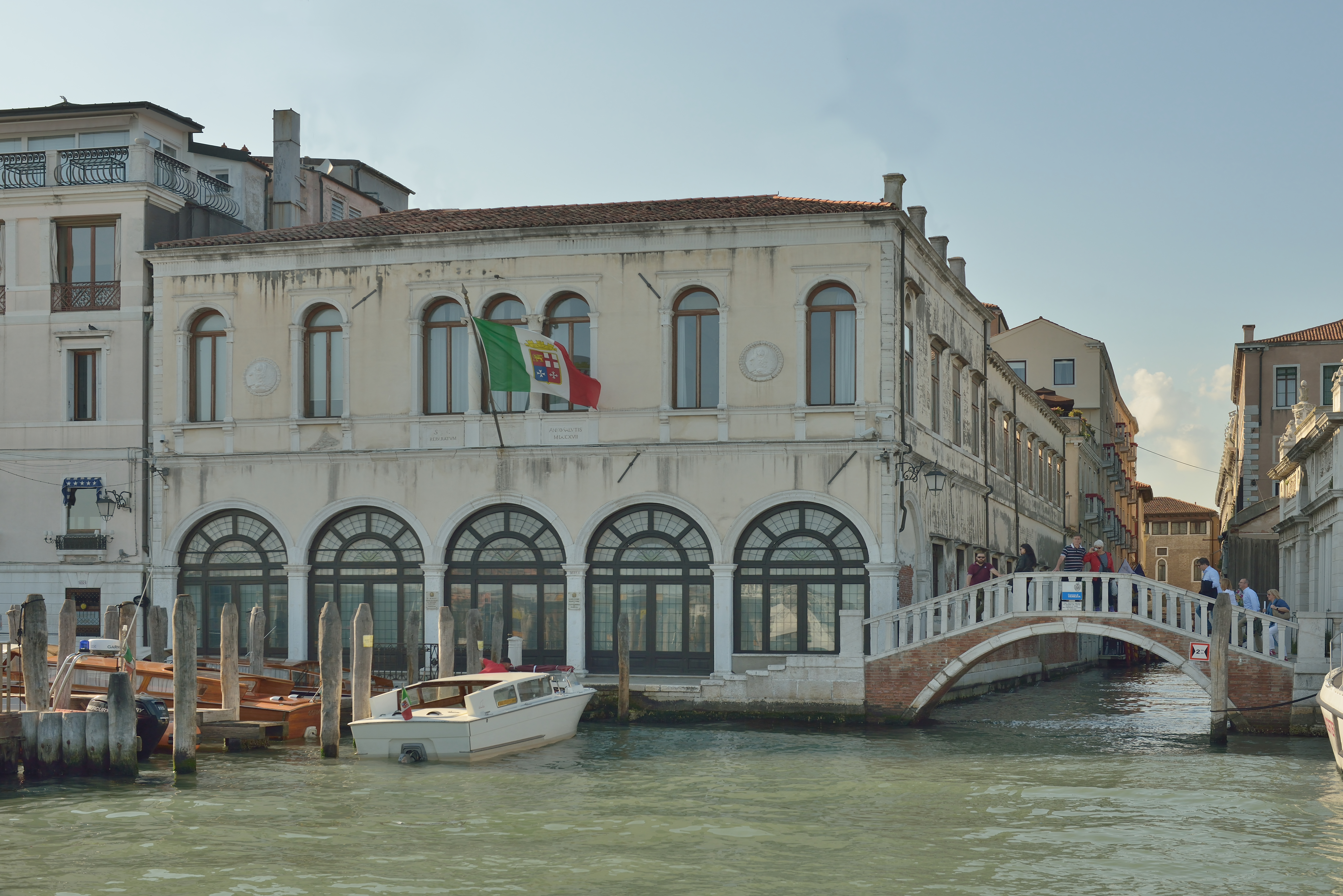
Académie des peintres et sculpteurs (Fontegheto)
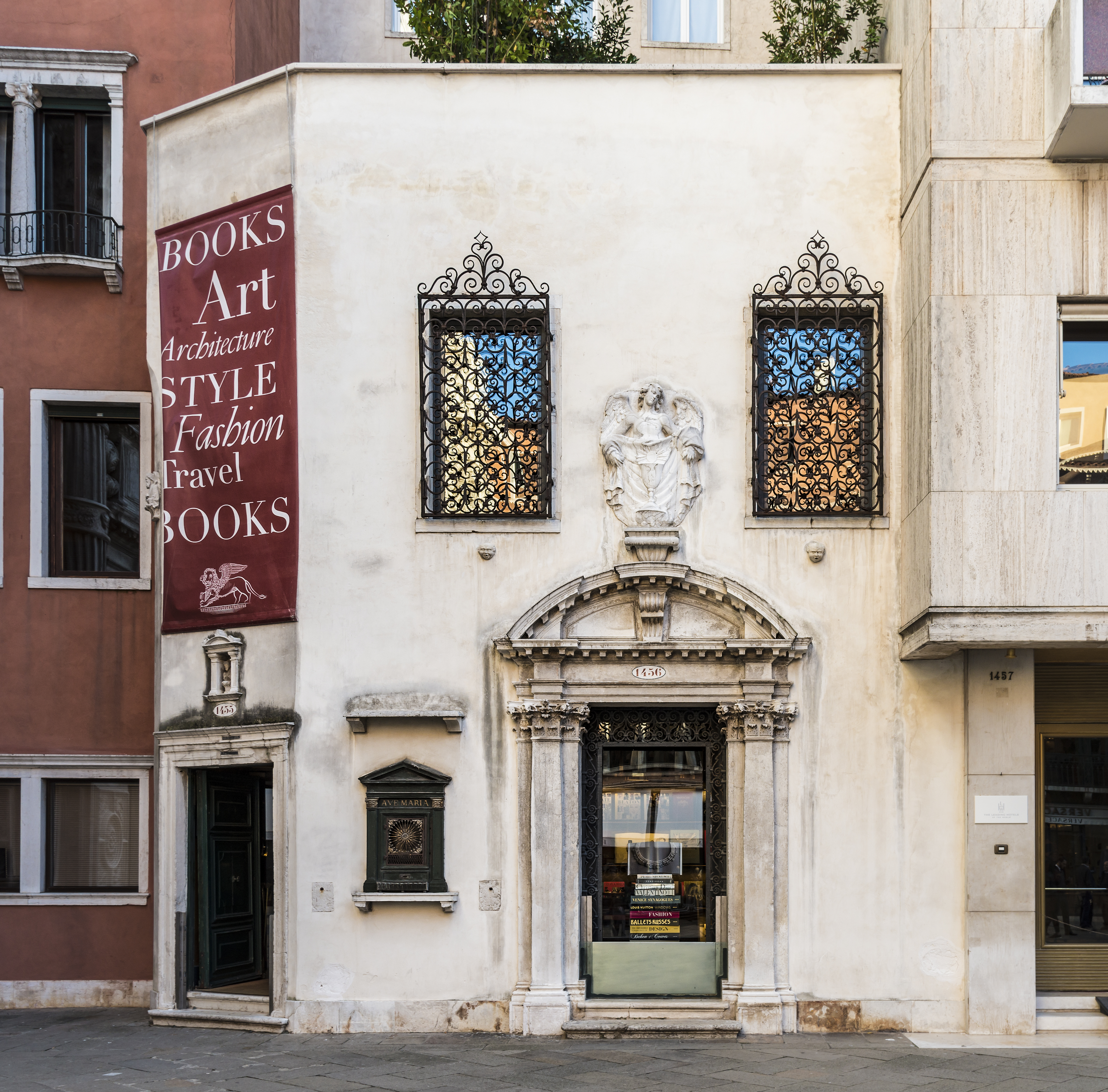
Scuola dei fabbri
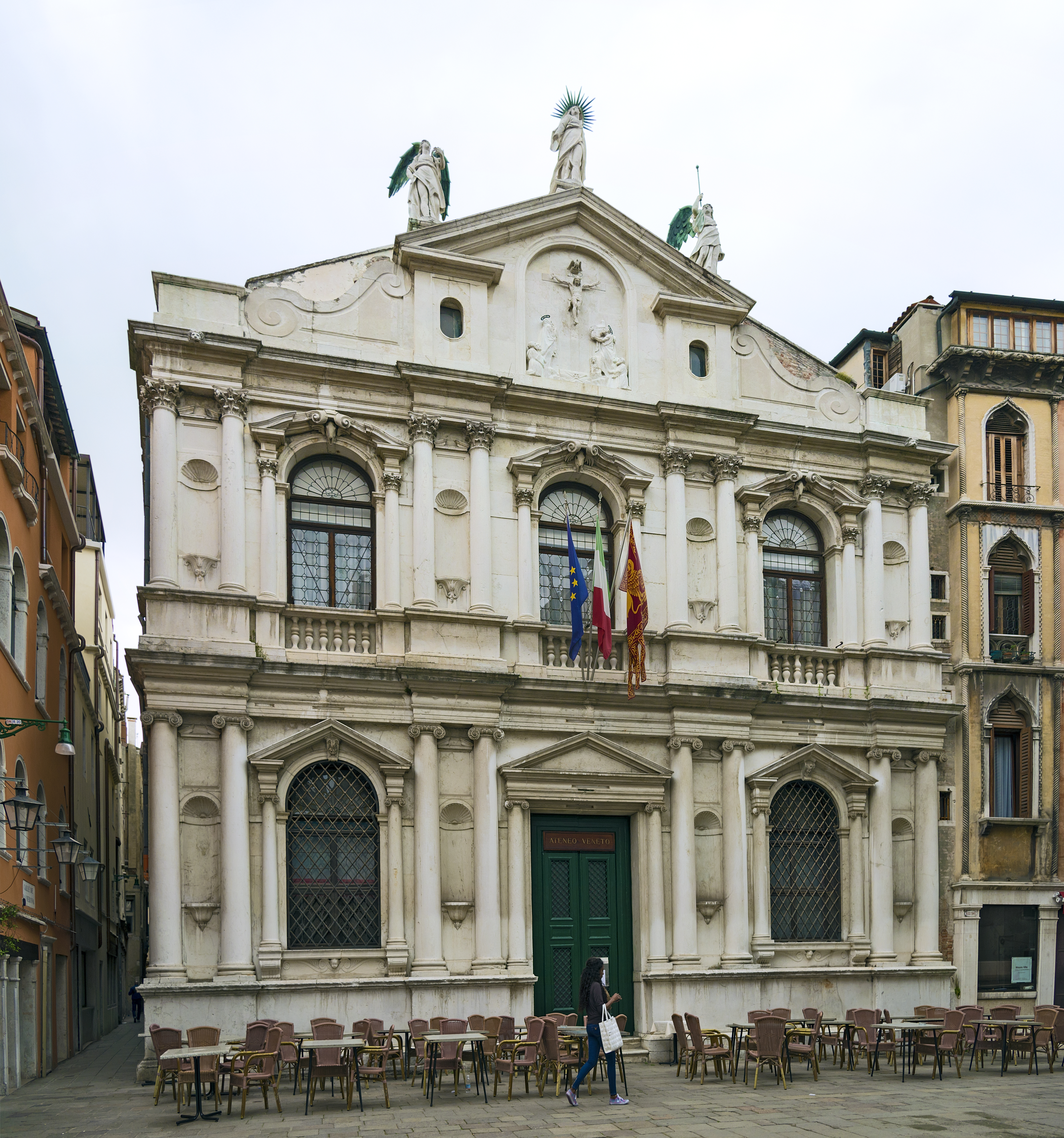
Scuola Grande di San Fantin
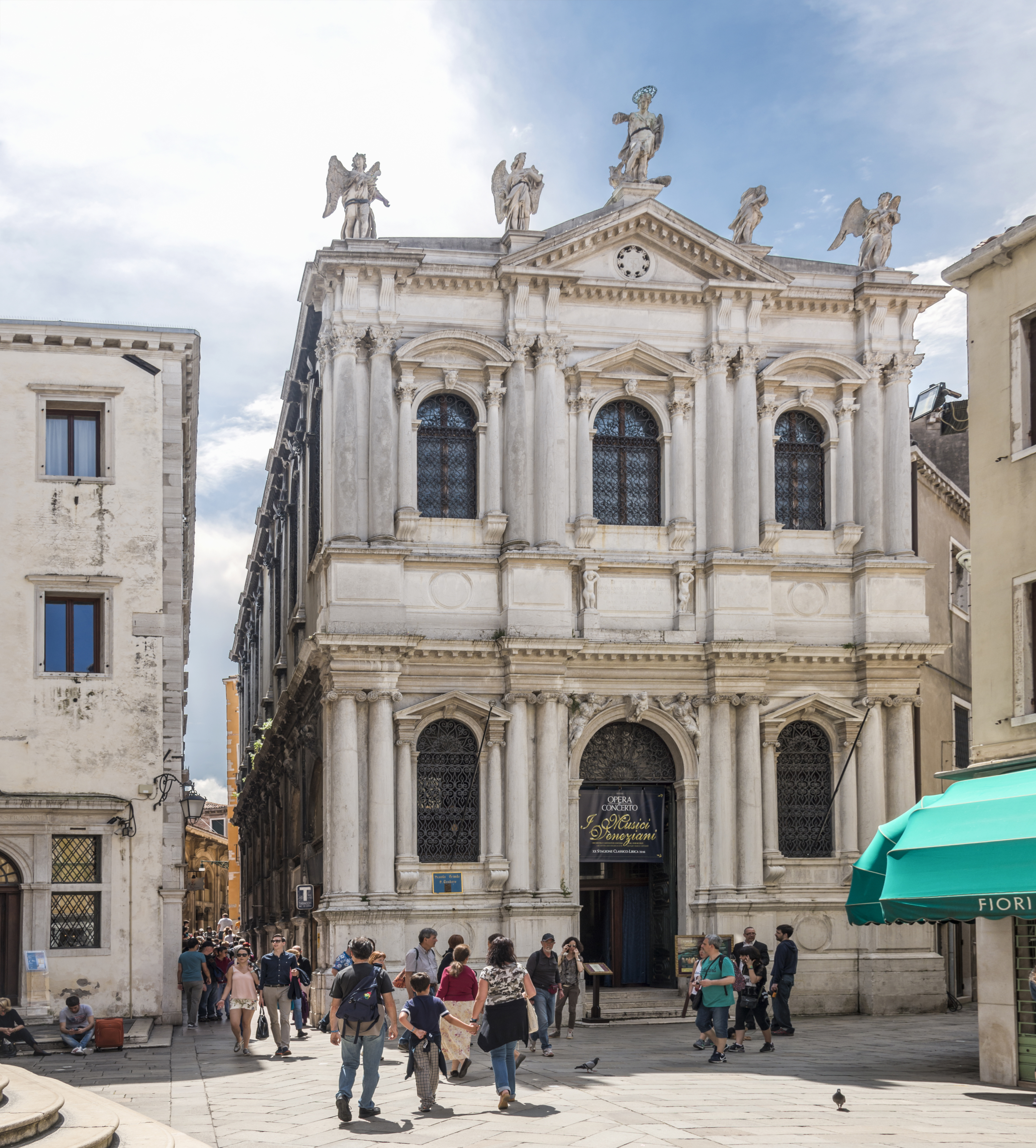
Scuola Grande di San Teodoro

## San Polo
- Scuola dei Calegheri  (scuola des chausseurs) (campo S. Tomá, 2857)
- Scuola dei Bergamaschi (scuola des Bergamais) (Campo S.Silvestro)
- Scuola dei Mercanti da vin o della Santa Croce (scuola de la Sainte Croix) (Campo S.Silvestro)
- Scuola degli Oresi (scuola des orfèvres) (campo Rialto Novo, 554)
- Scuola degli Spezieri da Grosso (scuola des pharmaciens) (campo S. Aponal 1252)
- Scuola dei Milanesi (scuola des milanais) (campo dei Frari, 3006)
- Scuola dei Pistori (scuola des panificateurs) (campo S. Aponal 1252)
- Scuola dei Tagliapietra (scuola des tailleurs de pierre) (campo San Aponal 1252)
- Scuola della Passione (scuola de la passion) (campo dei Frari 2998)
- Scuola di San Francesco (scuola de Saint-François) (campo dei Frari 3006)
- Scuola e sovvegno di San Polo (scuola de Saint-Paul) (salizada S. Polo, 2118)
- Scuola Grande di San Giovanni Evangelista (scuola grande de Saint-Jean l'Évangéliste) (campiello de la Scuola 2454)
- Scuola Grande de San Rocco (scuola grande de Saint-Roch) (campo S. Rocco 3054)
- Scuoletta Vecchia di San Rocco (petite scuola de Saint-Roch) (campo S. Rocco 3052)

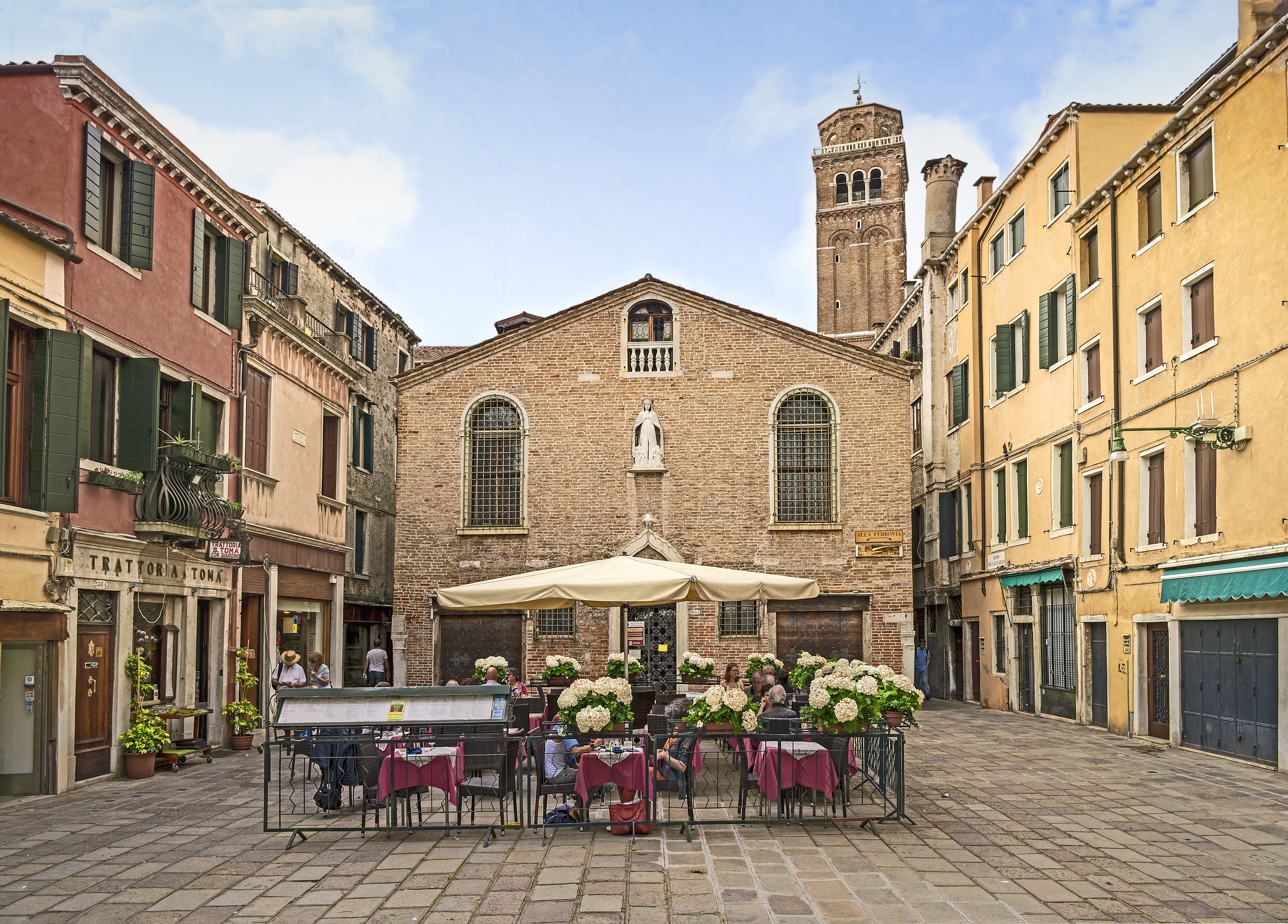
Scoletta dei Calegheri
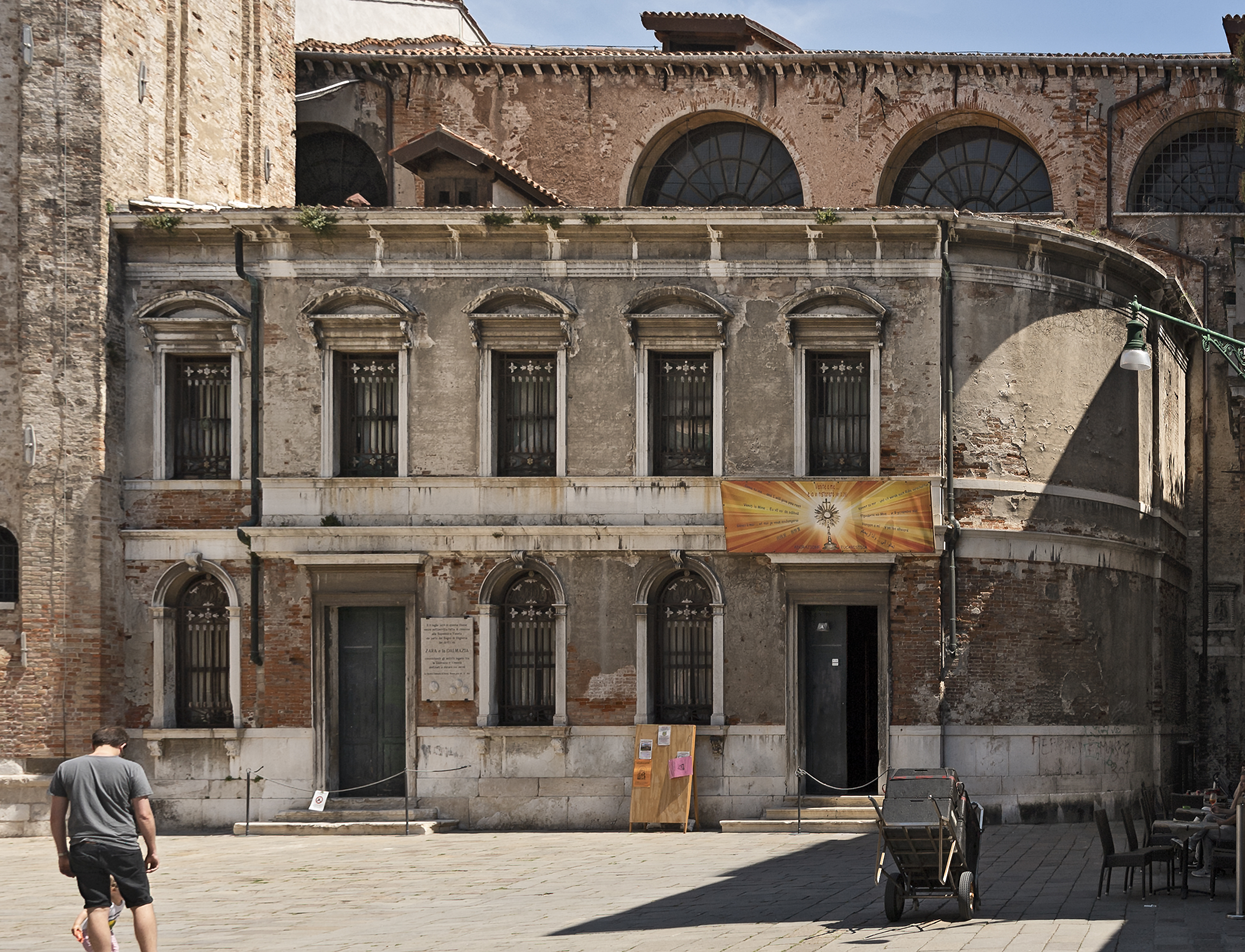
Scuola dei Mercanti da vin o della Santa Croce
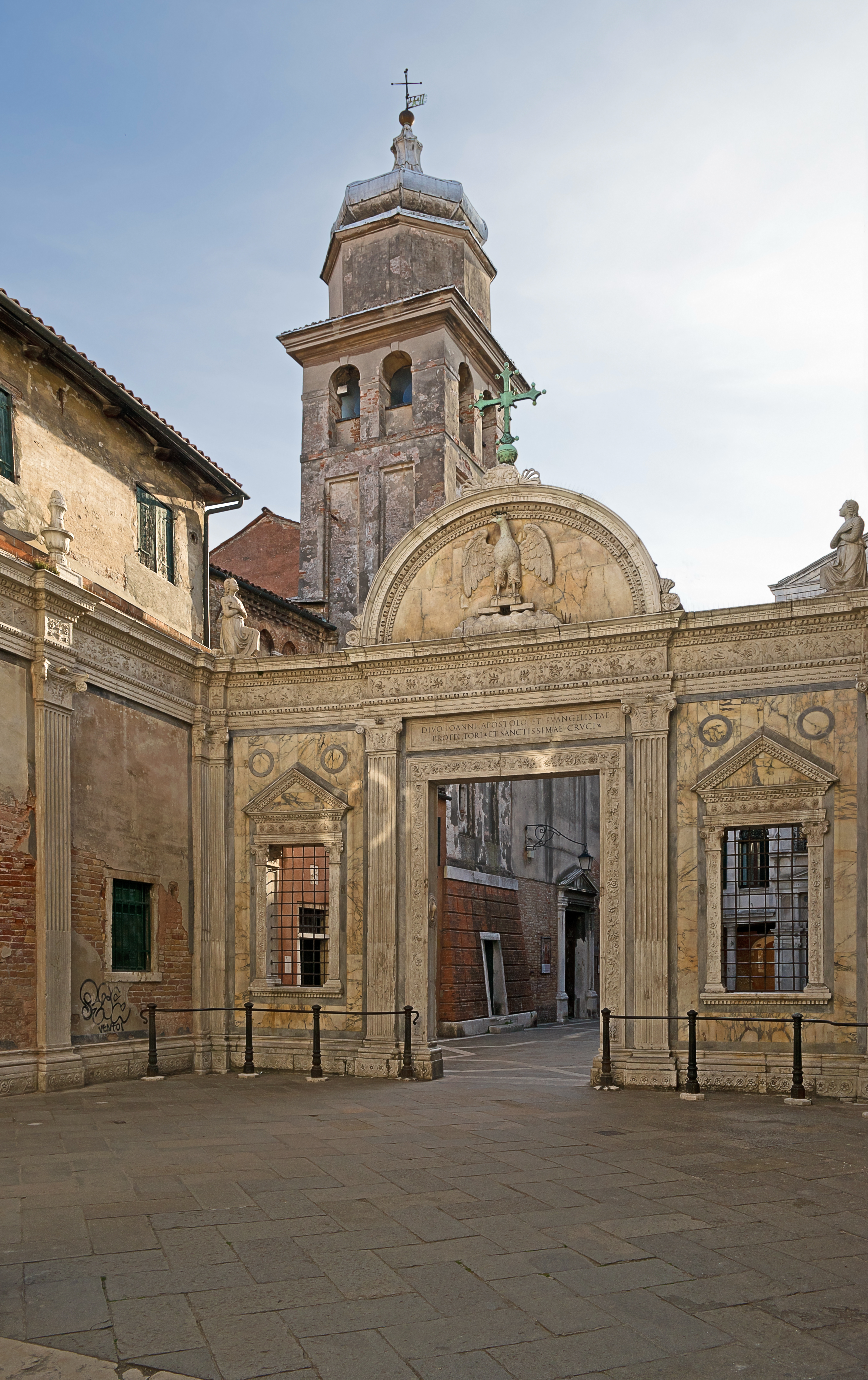
Scuola Grande di San Zuane Evangelista
Scuola della Passione
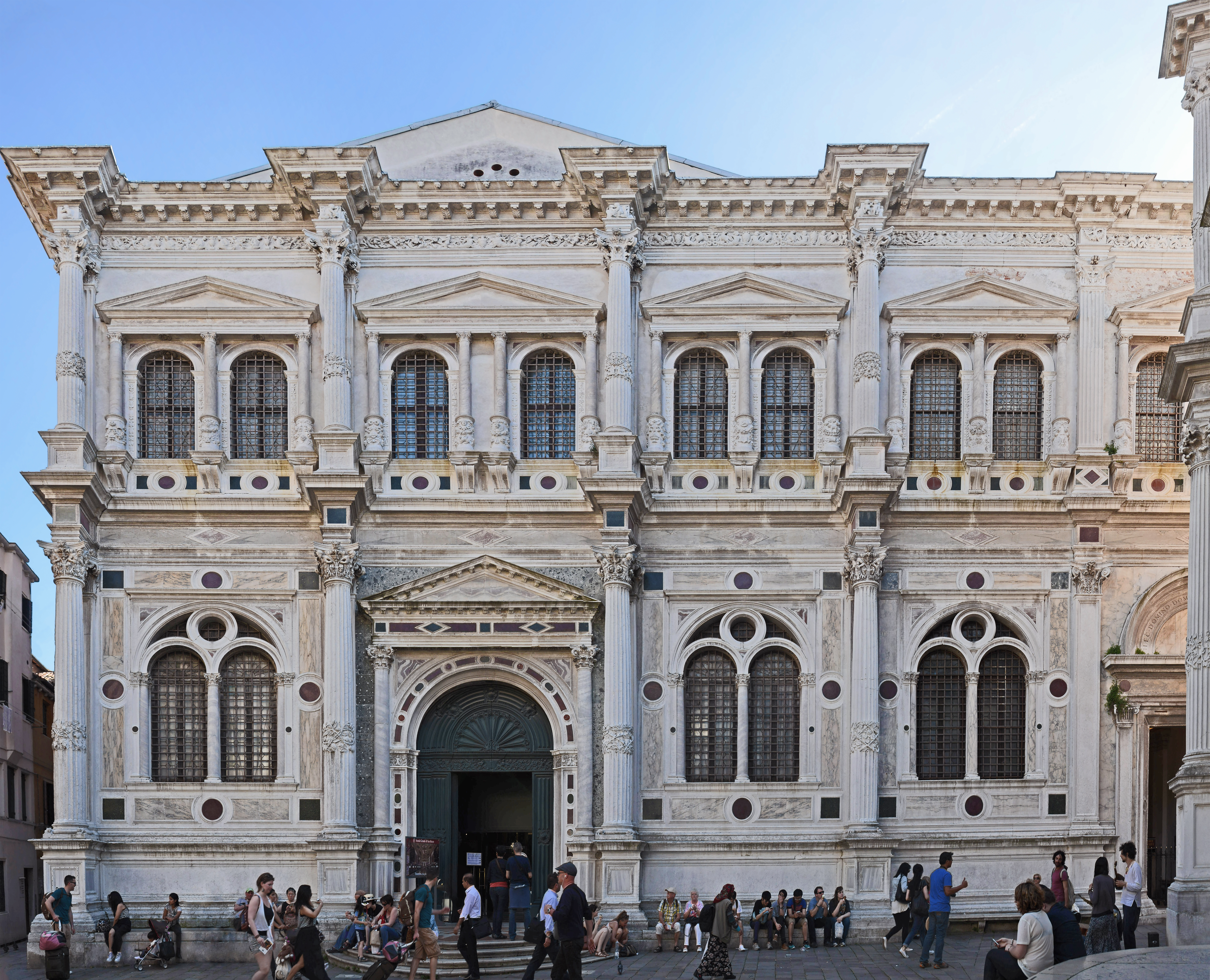
Scuola Grande di San Rocco
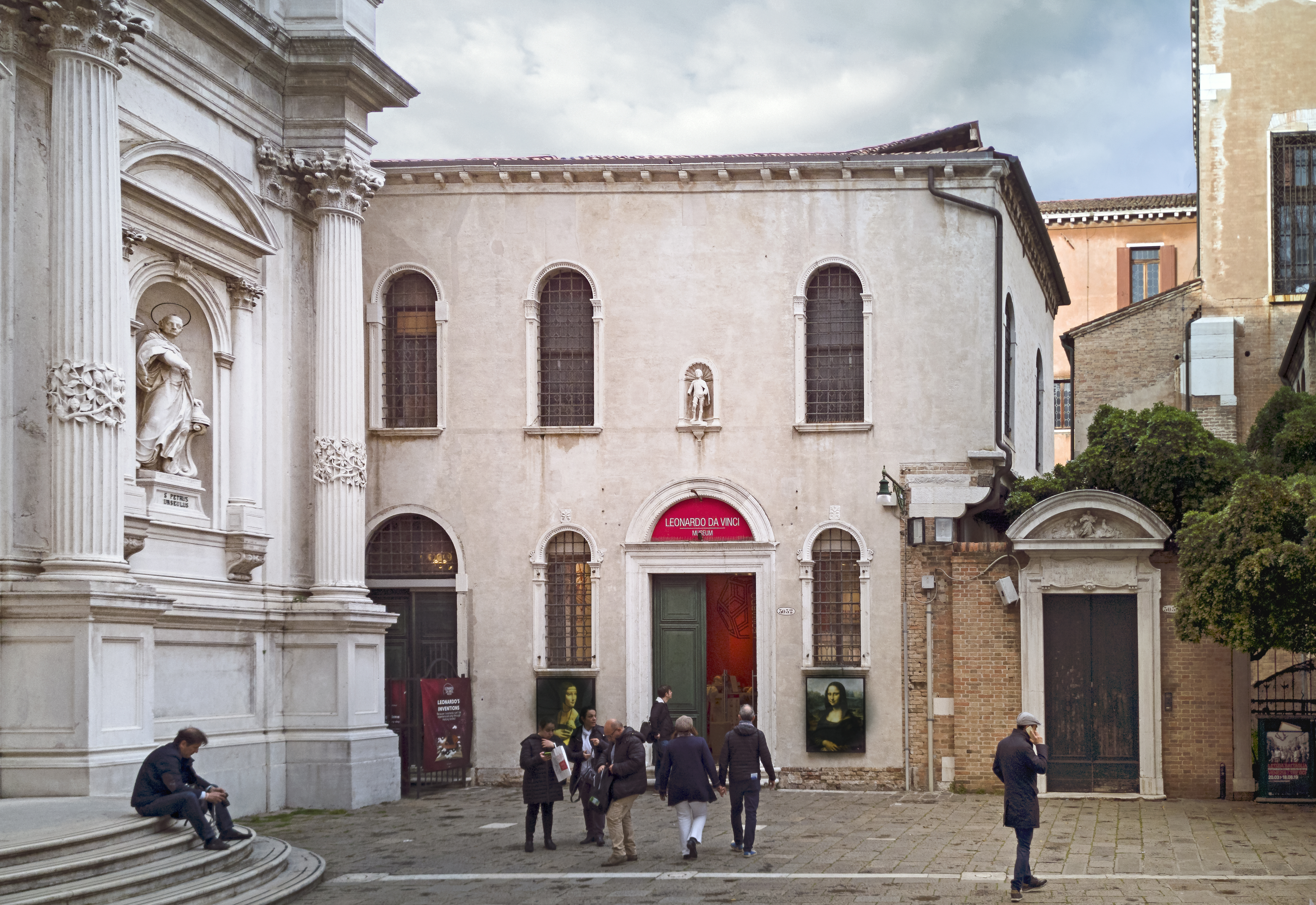
Scuoletta Vecchia di San Rocco

## Santa Croce
- Scuola dei Medici (scuola des médecins) (campo S. Giacomo da l'Orio 1507)
- schola dei apostoli Simon e Taddio dei testori de panilani (scuola des tisserands de laine) (campo S. Simeon Picolo 697)
- Scuola di Sant'Eustachio dei Tiraoro e Battioro (scuola des orfèvres) (salizada S. Stae 1981)
- Scuola della Beata Vergine Assunta (scuola de l'Assomption) (campo S. Maria Magior 322)

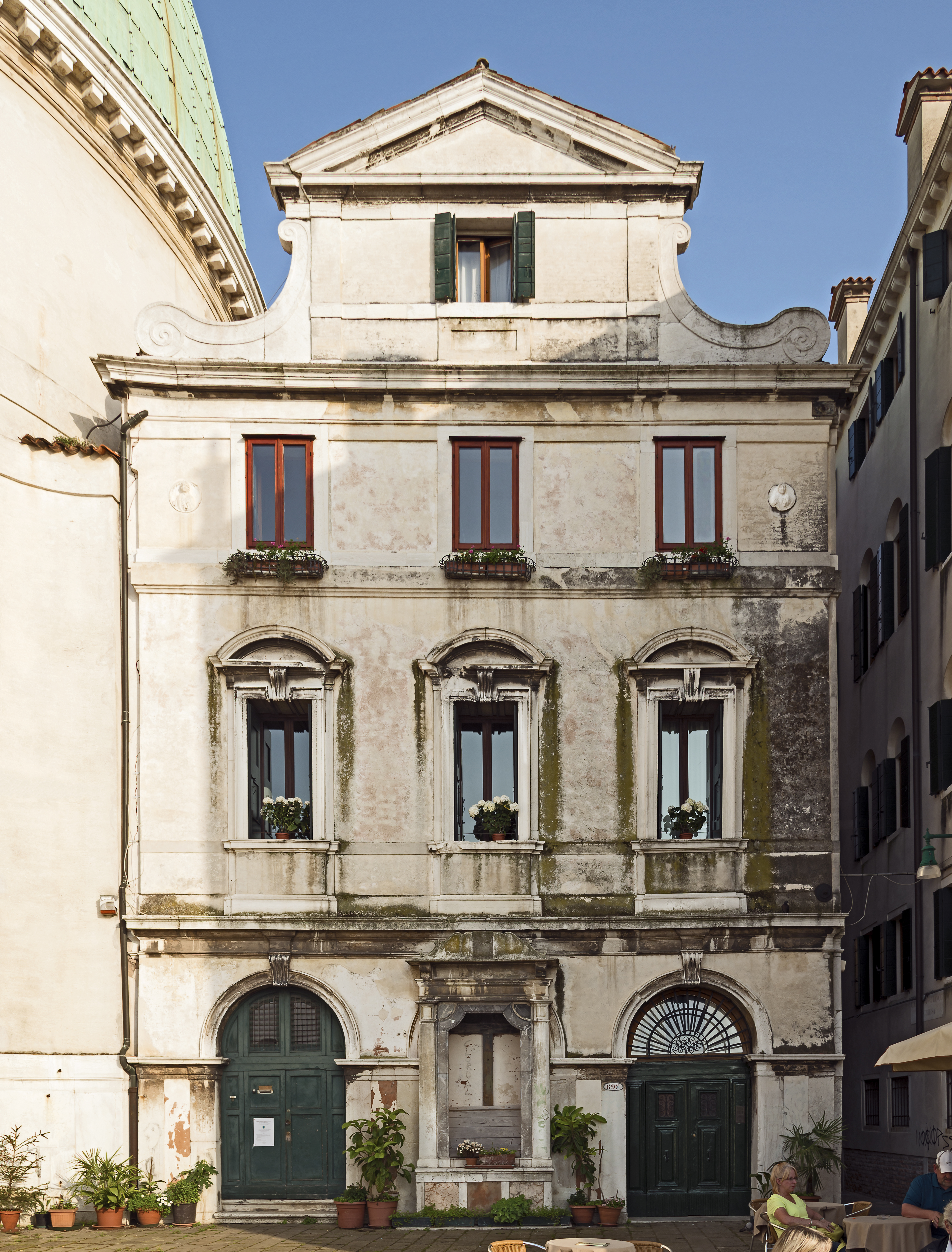
Scuola dei Tessitori di Panni di Lana
Scuola dei Laneri
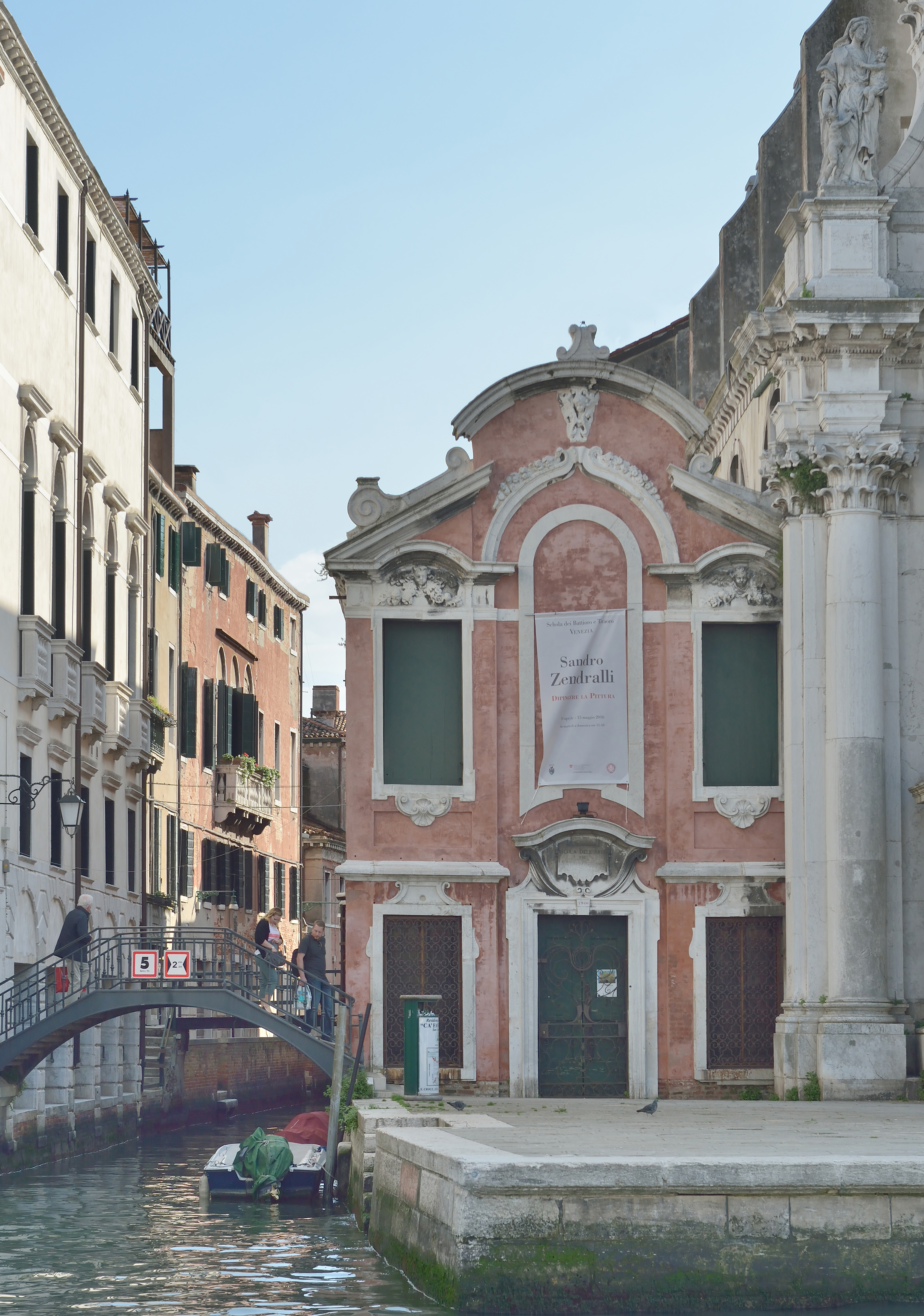
Scuola dei Tiraoro e Battioro